# Krokodilachtigen

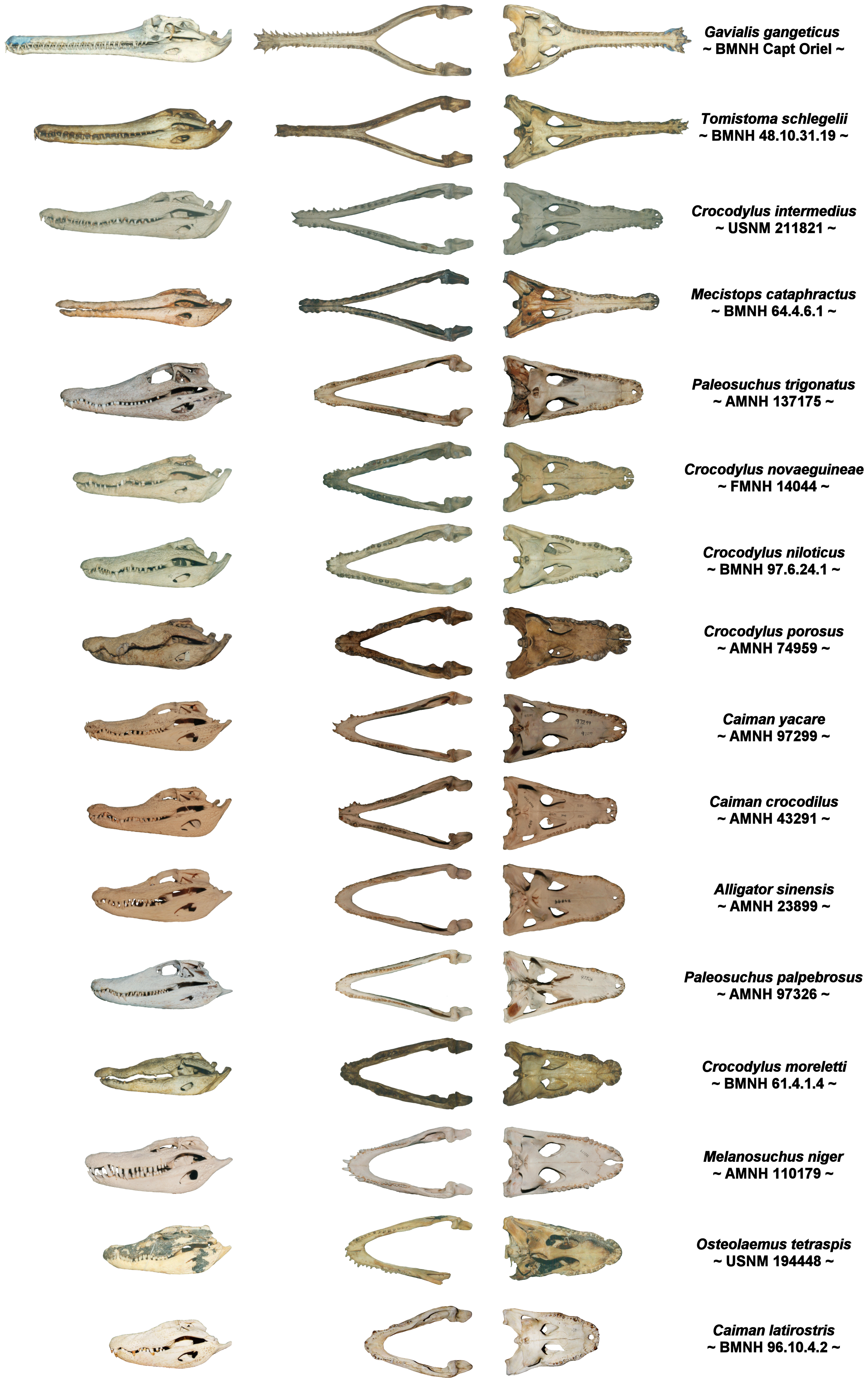
Een vergelijking van de schedels van zestien verschillende soorten krokodilachtigen. Deze afbeelding is zeer gedetailleerd, klik voor een vergroting

De krokodilachtigen (Crocodilia), krokodillen of pantserreptielen zijn een orde van reptielen die sterk aan het water aangepast zijn en in tropische en subtropische gebieden leven. Alle soorten zijn waterbewoners die goed kunnen zwemmen, maar ook regelmatig het land betreden.
Krokodilachtigen zijn bij het grote publiek bekend vanwege de relatief grote lichaamslengte, de unieke kenmerken en de bijzondere leefwijze. Krokodilachtigen zijn met geen enkele diergroep te verwarren, zelfs niet met andere reptielen. Ze kunnen twee tot zeven meter lang worden en een gewicht bereiken van meer dan duizend kilo. Omdat alle soorten sterk aan het water zijn aangepast, hebben ze enkele bijzondere kenmerken, zowel uiterlijke kenmerken als inwendige aanpassingen. Voorbeelden zijn de zware bepantsering van schubben met onderliggende beenplaatjes en het sterk ontwikkelde spijsverteringsstelsel. Krokodilachtigen zijn vleeseters die een breed scala aan prooien eten, maar voornamelijk leven van vis. De biologie is uitgebreid onderzocht en over de anatomie, de voortplanting en de leefwijze is veel bekend.
De krokodilachtigen worden verdeeld in vier groepen. Deze indeling is gebaseerd op de onderlinge verwantschappen. Deze zijn de echte krokodillen (Crocodylidae), de alligators (Alligatorinae), de kaaimannen (Caimaninae) en de gavialen (Gavialidae). Daarnaast zijn er vele uitgestorven groepen van reptielen bekend die tot de krokodilachtigen worden gerekend, maar heel andere kenmerken hadden en al lange tijd zijn verdwenen. Dit artikel beschrijft, tenzij anders vermeld, alleen de hedendaagse soorten.
Er zijn tegenwoordig 27 verschillende soorten krokodilachtigen, met als bekendste de zeekrokodil, de nijlkrokodil, de mississippialligator en de gaviaal. Zie voor een lijst van alle soorten met meer informatie de lijst van krokodilachtigen.

## Naam

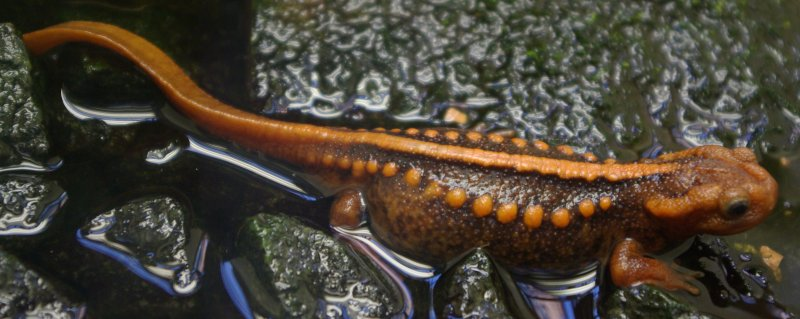
De ruwe krokodilsalamander (Tylototriton shanjing) is geen krokodilachtige, maar dankt zijn naam aan de rijen knobbels op het lichaam

De wetenschappelijke naam Crocodilia werd voor het eerst gebruikt door Richard Owen in 1842.
De Nederlandstalige naam krokodil is afgeleid van het Oudgriekse κροκόδιλος (krokodilos, samengesteld uit κρόκη, kiezelsteen en δρῖλος, worm). De naam zou slaan op de lichaamsvorm en de kiezelachtige beplating.
Met krokodilachtigen wordt de gehele groep van de krokodilachtige reptielen aangeduid, terwijl krokodillen alleen slaat op de soorten uit de familie Crocodylidae, wat niet zelden verwarring veroorzaakt. Om het onderscheid duidelijker te maken wordt deze laatste groep ook wel aangeduid als de echte krokodillen.
In plaats van Crocodilia wordt de naam Crocodylia vaak gebruikt. De vorm Crocodilia heeft echter prioriteit, omdat deze naam voor het eerst officieel aan de orde is gegeven door Richard Owen in 1842. Deze vorm is ook taalkundig juist van het Griekse κροκόδειλος afgeleid. De regels van de zoölogische nomenclatuur regelen echter alleen de naamgeving tot de taxonrang van familie. Sommigen herleiden daarom de naam uit het — taalkundig onjuist afgeleide — geslacht Crocodylus, zodat de vorm consistent is met de familie Crocodylidae, die een y moet hebben, omdat de familienamen direct uit het naamgevende geslacht moeten worden herleid. Ook andere taxa worden gemeenlijk met een y gespeld, zoals de superorde Crocodylomorpha.
Sommige dieren hebben kenmerken die aan een krokodil doen denken en zijn naar krokodilachtigen vernoemd. Voorbeelden zijn de alligatorschildpad, de alligatorhagedis en de Chinese krokodilstaarthagedis.

## Verspreiding en habitat
Krokodilachtigen komen bijna wereldwijd voor, in een brede strook rond de evenaar: in grote delen van Afrika, in zuidelijk Azië, het zuiden van Noord-Amerika, Midden-Amerika en grote delen van Zuid-Amerika. In Australië komen alleen in het noorden krokodilachtigen voor en in Europa komen ze helemaal niet voor. In totaal komen de krokodilachtigen voor in meer dan 90 landen, meer dan de helft van alle landen in de wereld.

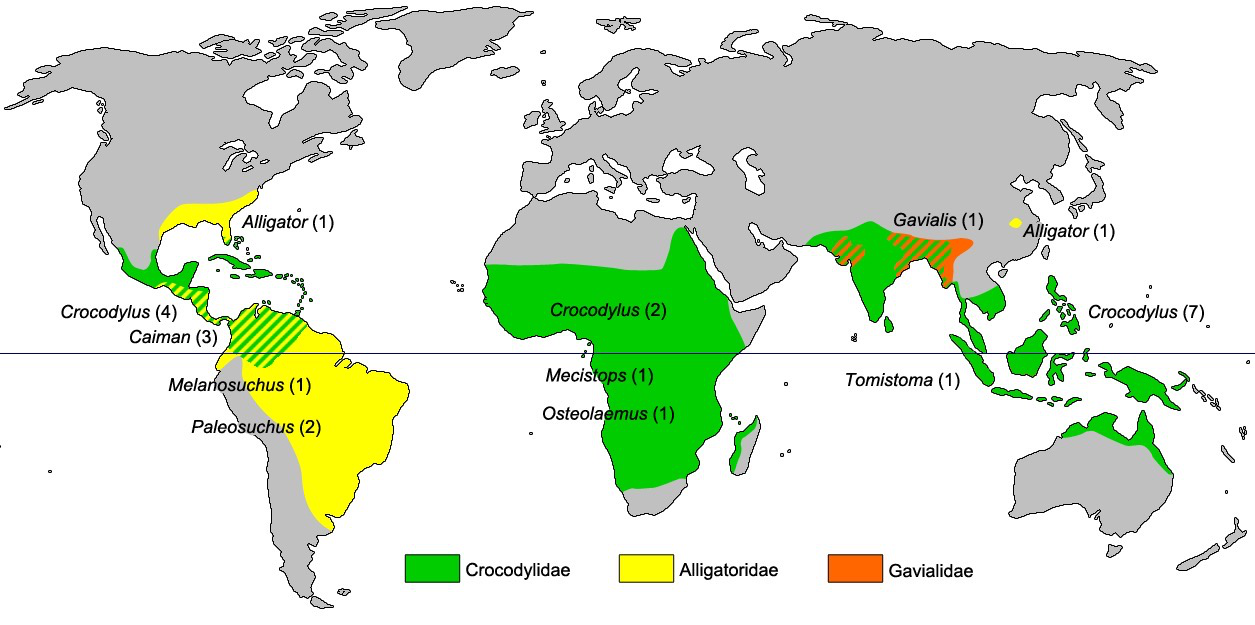
Verspreiding van de drie families van krokodilachtigen
Groen: echte krokodillen Geel: alligators en kaaimannen Oranje: gavialen
Tussen haakjes het aantal soorten per geslacht in dat gebied

De verspreiding hangt enigszins samen met de groep van krokodilachtigen; de kaaimannen (geslachten Caiman, Paleosuchus, Melanosuchus) komen alleen voor in Zuid-Amerika. De alligators (geslacht Alligator) komen voor in Noord-Amerika en China. De gaviaal (Gavialis) komt voor rond India en Pakistan. De krokodillen uit het geslacht Crocodylus hebben het grootste verspreidingsgebied en zijn te vinden in Azië, Australië, Afrika en Amerika. Krokodillen uit het geslacht Tomistoma komen voor in zuidelijk Azië en die uit het geslacht Osteolaemus in westelijk Afrika.
De krokodilachtigen hebben zich gedurende hun ontwikkeling over vrijwel de hele wereld verspreid. Ook in Europa zijn fossielen van uitgestorven zeekrokodillen (Metriorhynchidae) bekend en zelfs in Nederland kwamen krokodillen voor.
Krokodilachtigen leven in tropische en subtropische gebieden en altijd bij het water. Ze zijn te vinden in meren, rivieren en grote poelen, maar vooral in grote waterstelsels als rivierdelta's en moerassen. De meeste soorten leven in stilstaand tot langzaam stromend water. Aan snelstromend water hebben de meeste soorten een hekel. Veel soorten tolereren brak water dat enigszins zout is. Alleen de echte krokodillen kunnen vanwege de functionele zoutklieren ook langs de kust en zelfs in zee overleven, maar de zeekrokodil is de enige soort die regelmatig op open zee kan worden aangetroffen. Van de nijlkrokodil is zelfs een populatie in de Saharawoestijn bekend.
Alle krokodilachtigen leven in laaglanden, de twee soorten echte alligators kunnen in wat hoger gelegen gebieden worden aangetroffen. Geen enkele soort komt voor in bergstreken in tegenstelling tot vrijwel alle andere reptielen; sommige reptielen hebben zich juist gespecialiseerd in berggebieden. Grotere krokodilachtigen leven in meer open gebieden. Eenmaal volwassen, hebben ze geen enkele natuurlijke vijand meer. Voor kleinere soorten geldt dat ze vaak te duchten hebben van grotere soorten die binnen het verspreidingsgebied voorkomen. Daarom houden ze zich in meer begroeide habitats op, waar grotere soorten zich moeilijk kunnen verplaatsen.
Noord- en Zuid-Amerika (rood)Argentinië, Belize, Bolivia, Brazilië, Colombia, Costa Rica, Cuba, Dominicaanse Republiek, Ecuador, El Salvador, Frans-Guyana, Guatemala, Guyana, Haïti, Honduras, Jamaica, Kaaimaneilanden, Martinique, Mexico, Nicaragua, Panama, Paraguay, Peru, Puerto Rico, Suriname, Trinidad en Tobago, Uruguay, Venezuela en de Verenigde Staten.
Afrika (groen)Angola, Benin, Botswana, Burkina Faso, Burundi, Centraal-Afrikaanse Republiek, Congo-Brazzaville, Congo-Kinshasa, Egypte, Equatoriaal-Guinea, Ethiopië, Gabon, Gambia, Ghana, Guinee, Guinee-Bissau, Ivoorkust, Kameroen, Kenia, Liberia, Madagaskar, Malawi, Mali, Mauritanië, Mozambique, Namibië, Niger, Nigeria, Oeganda, Rwanda, Senegal, Sierra Leone, Soedan, Somalië, Swaziland, Tanzania, Togo, Tsjaad, Zambia, Zimbabwe en Zuid-Afrika.
Azië en Australië (blauw)Australië, Bangladesh, Bhutan, Brunei, Cambodja, China, de Filipijnen, India, Indonesië, Iran, Laos, Maleisië, Myanmar, Nepal, Pakistan, Palau, Papoea-Nieuw-Guinea, Salomonseilanden, Singapore, Sri Lanka, Thailand, Vanuatu en Vietnam.

## Uiterlijke kenmerken
De bouw en de grootte van alle krokodilachtigen is kenmerkend en de groep is maar met weinig andere reptielen te verwarren. Dit is te danken aan het op het water aangepaste lichaam, maar in tegenstelling tot veel andere waterdieren is de huid niet glad en slijmerig, maar voorzien van een dubbel pantser. Ook de schedel, de positie van de tanden en de gespecialiseerde zintuigen zijn onmiskenbaar voor de krokodilachtigen.
De lichaamsbouw van de krokodilachtigen is echter niet uniek binnen de groep van dieren. Verschillende niet-verwante groepen zoals de uitgestorven voorouders van de walvisachtigen (zoogdieren) alsook de huidige salamanders (amfibieën) lijken qua uiterlijk soms sprekend op krokodilachtigen. Beide groepen waren, respectievelijk zijn, eveneens zeer succesvol in het water dankzij de lichaamsbouw. Sommige biologen menen dat een op de krokodillen gelijkende bouw ideaal is voor in het water levende roofdieren.
De kleur van krokodilachtigen varieert van bruin tot groen. Juveniele exemplaren zijn meestal lichter van kleur en sterk gestreept. Deze tekening vervaagt na enkele jaren. Heel soms worden albino exemplaren geboren, en ook exemplaren die juist donkerder zijn dan normaal komen voor, dit wordt hypermelanisme genoemd.

### Algemeen

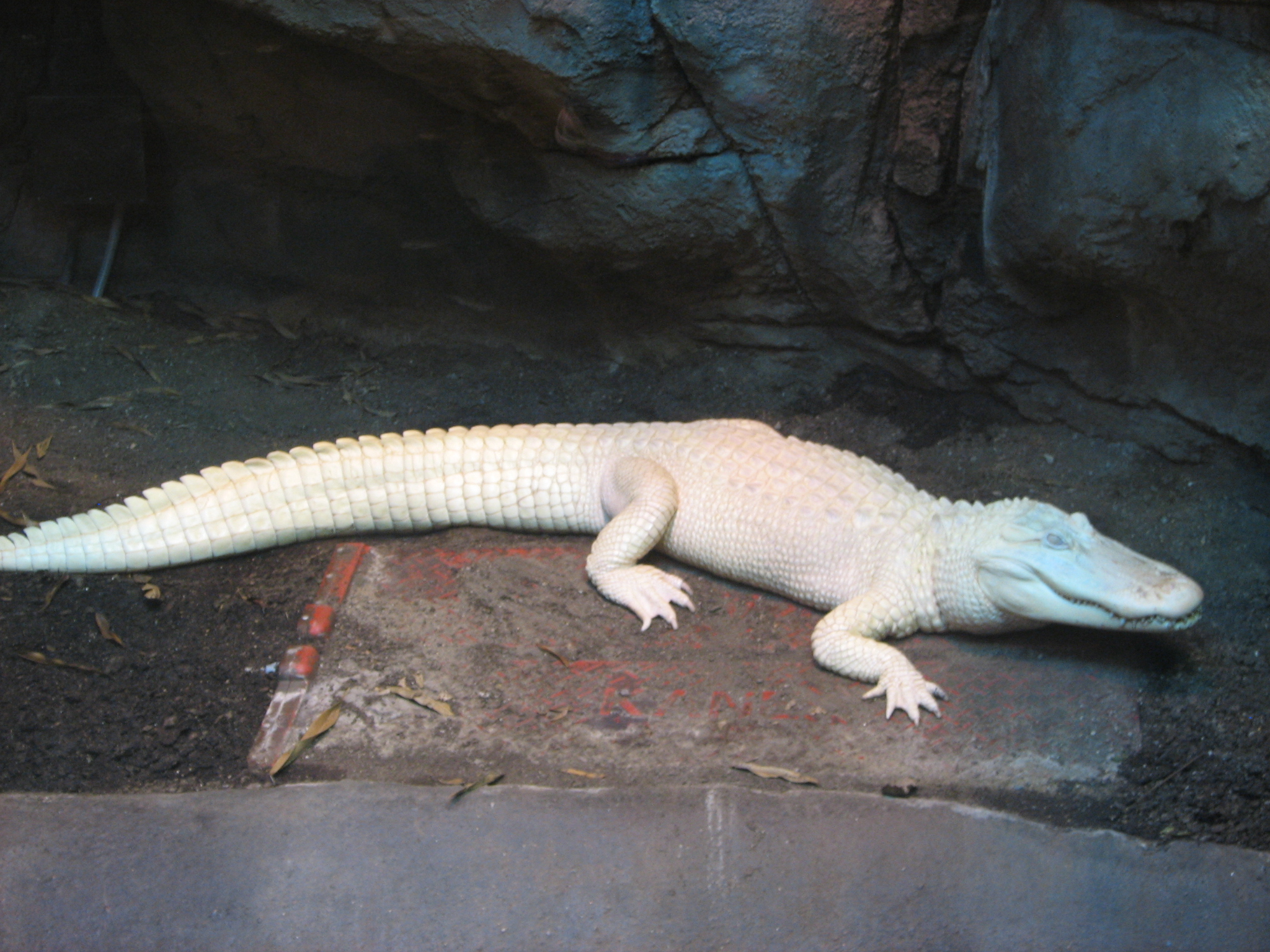
Albinovorm mississippialligator in een dierentuin

Krokodilachtigen lijken uiterlijk op hagedissen (onderorde Sauria) vanwege het langwerpige en sterk afgeplatte lichaam, de vier zijdelings geplaatste poten, een lange staart en een duidelijk te onderscheiden kop. De vorm van de schedel is onmiskenbaar, het skelet is vergelijkbaar met andere hogere gewervelden. Net als hagedissen bewegen krokodilachtigen zich meestal voort door de poten langs het lichaam te bewegen en met de buik over de grond te slepen. Krokodilachtigen zijn in tegenstelling tot hagedissen echter sterk op het water aangepast. Dit is met name te zien aan de kop, de poten en de staart.
De als peddel gebruikte staart is zeer gespierd en sterk zijdelings afgeplat en draagt een duidelijke kam van grote schubben. De poten zijn relatief klein en gebogen, en hebben vliezen tussen de tenen. De kop is verhoudingsgewijs zeer breed en lang en sterk afgeplat, de ogen en neusgaten zijn klein en liggen op één lijn en de bek bevat vele duidelijk zichtbare tanden.
Krokodilachtigen kunnen meer dan zeven meter lang worden, maar alleen de mannetjes van de zeekrokodil en de nijlkrokodil bereiken dergelijke lengtes. Deze kunnen ook een gewicht bereiken van meer dan 1000 kilo. Andere soorten, zoals de breedvoorhoofdkrokodil, de Chinese alligator en Cuviers gladvoorhoofdkaaiman worden inclusief staart ongeveer twee meter lang, de vrouwtjes blijven kleiner. De meeste moderne soorten bereiken een lengte tussen drie en vier meter. Soms komen uitschieters langer dan vijf meter voor, doordat krokodilachtigen hun leven blijven doorgroeien. De juvenielen groeien veel sneller dan oudere exemplaren, die jaarlijks slechts enkele centimeters langer worden. Soorten die kleiner blijven, groeien langzamer dan de grotere soorten.
Uitgestorven soorten konden reusachtig groot worden. Sommige soorten werden meer dan twaalf meter lang, zoals Sarcosuchus uit het Vroeg-Krijt. Zie voor de uitgestorven soorten het kopje ontstaan van de krokodilachtigen.

### Huid
Net als bij alle andere reptielen is het gehele lichaam bedekt met schubben. Bij sommige hagedissen en slangen overlappen de schubben elkaar, maar bij krokodilachtigen niet. Behalve schubben zijn er in de huid ook kleine, zeer harde beenplaatjes aanwezig, die osteodermen worden genoemd. Deze verhoornde plaatjes zorgen voor extra versteviging en zijn met name op de rug te vinden, maar soms ook op de buik. In het weefsel van de rug is onder de schubben en eventuele osteodermen nog een derde verstevigende laag aanwezig van stevige maar flexibele plaatjes die elkaar overlappen.
Osteodermen krijgen jaarlijks een nieuwe laag en net als bij bomen kan de leeftijd van een krokodilachtige worden afgeleid van de groeiringen van de osteodermen. Op de kop zijn de schubben vergroeid met de botten van de schedel. De platen in de nek worden nuchaalplaten genoemd en zijn met name bij oudere dieren zeer groot. Op de rug zijn de schubben en beenplaten sterk vergroot en zijn de schubben gekield (Λ-vormig). Ze dienen ter bescherming, maar zijn daarnaast goed doorbloed om de warmte van een zonnebad door te voeren naar het lichaam. De positie en het aantal osteodermen hangt af van de soort, kleinere soorten hebben vaak een dikker pantser en meer botweefsel ter versteviging. Ze zijn hierdoor relatief zwaarder en minder beweeglijk, maar beter beschermd tegen vijanden en met name grotere soorten krokodilachtigen. Grotere soorten hebben geen zware bepantsering nodig omdat ze bijzonder sterk zijn en als volwassen exemplaar geen natuurlijke predatoren hebben.
Soorten met veel osteodermen worden minder bejaagd voor hun huid: omdat osteodermen niet verwerkt kunnen worden in leer, worden ze eruit gesneden. Door de gaten in de huid is deze minder geschikt voor krokodillenleer, zodat sommige krokodilachtigen grotendeels ontsnapt zijn aan de massale jacht door de mens. Zie ook het kopje Winning van de huid.
Krokodilachtigen groeien hun hele leven lang en net als bij andere reptielen groeien de schubben niet mee. Ze moeten daarom vervellen. In tegenstelling tot de hagedissen (waarvan grote huidflarden loslaten) en de slangen (die in één keer vervellen) werpen krokodilachtigen de schubben een voor een af. De beenplaten vervellen niet. De uit keratine bestaande schubben worden van binnenuit gevormd. Embryo's hebben drie huidlagen waarin de schubben worden gevormd, oudere exemplaren kunnen tot 24 lagen ontwikkelen. De osteodermen onder de schubben op de rug bestaan uit rijen van vier tot tien naast elkaar liggende plaatjes, afhankelijk van de soort. Iedere rij correspondeert met een wervel uit de wervelkolom. Op de buikzijde zijn de schubben plat om de weerstand te verminderen en de osteodermen ontbreken hier bij vrijwel alle soorten. Op de nek zijn de schubben met de osteodermen vergroeid en vormen ze samen een stevig pantser. De vorm en grootte van dit pantser is soortafhankelijk.

Afbeeldingen: huid
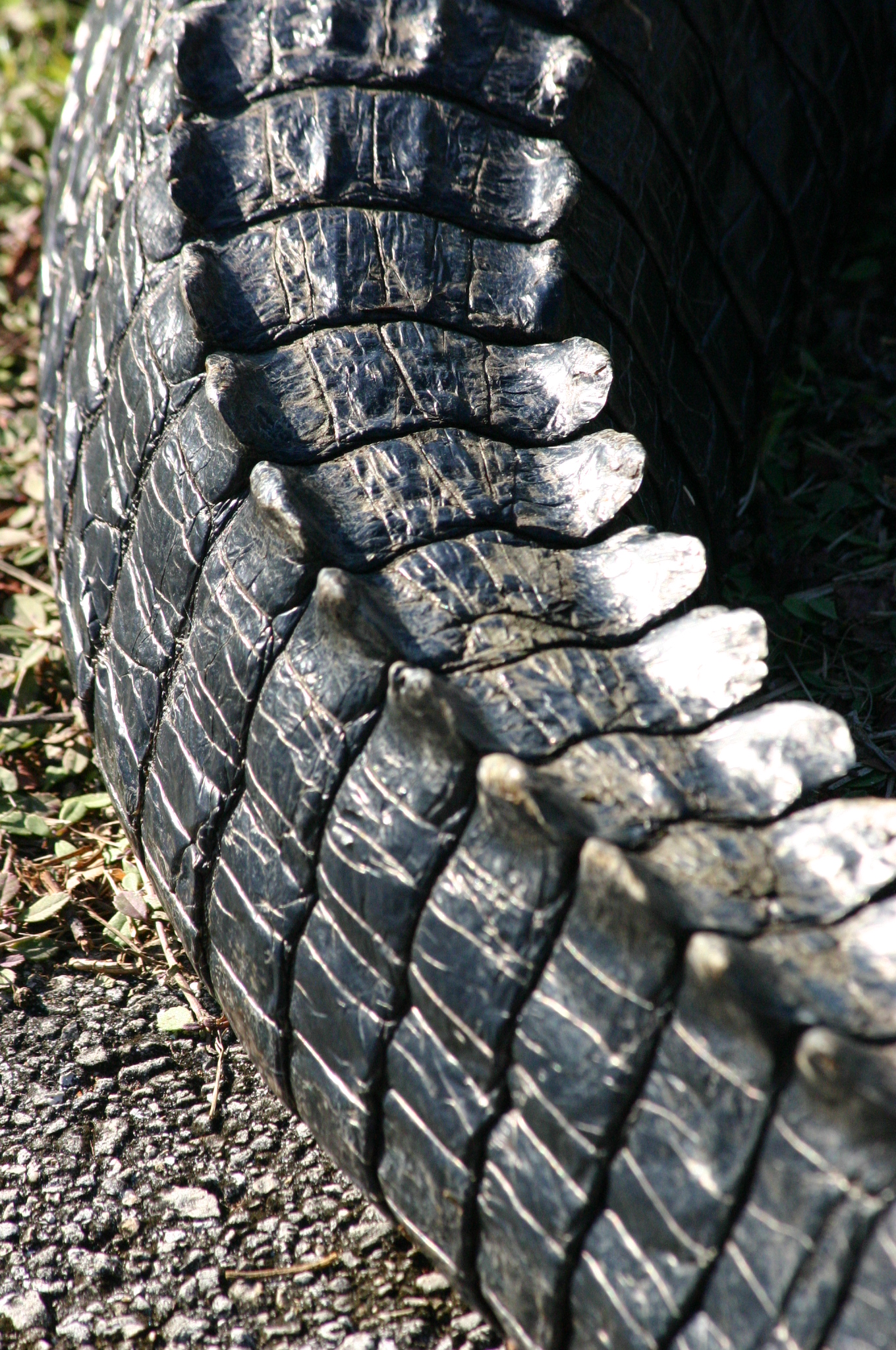
Bepantsering staart mississippialligator
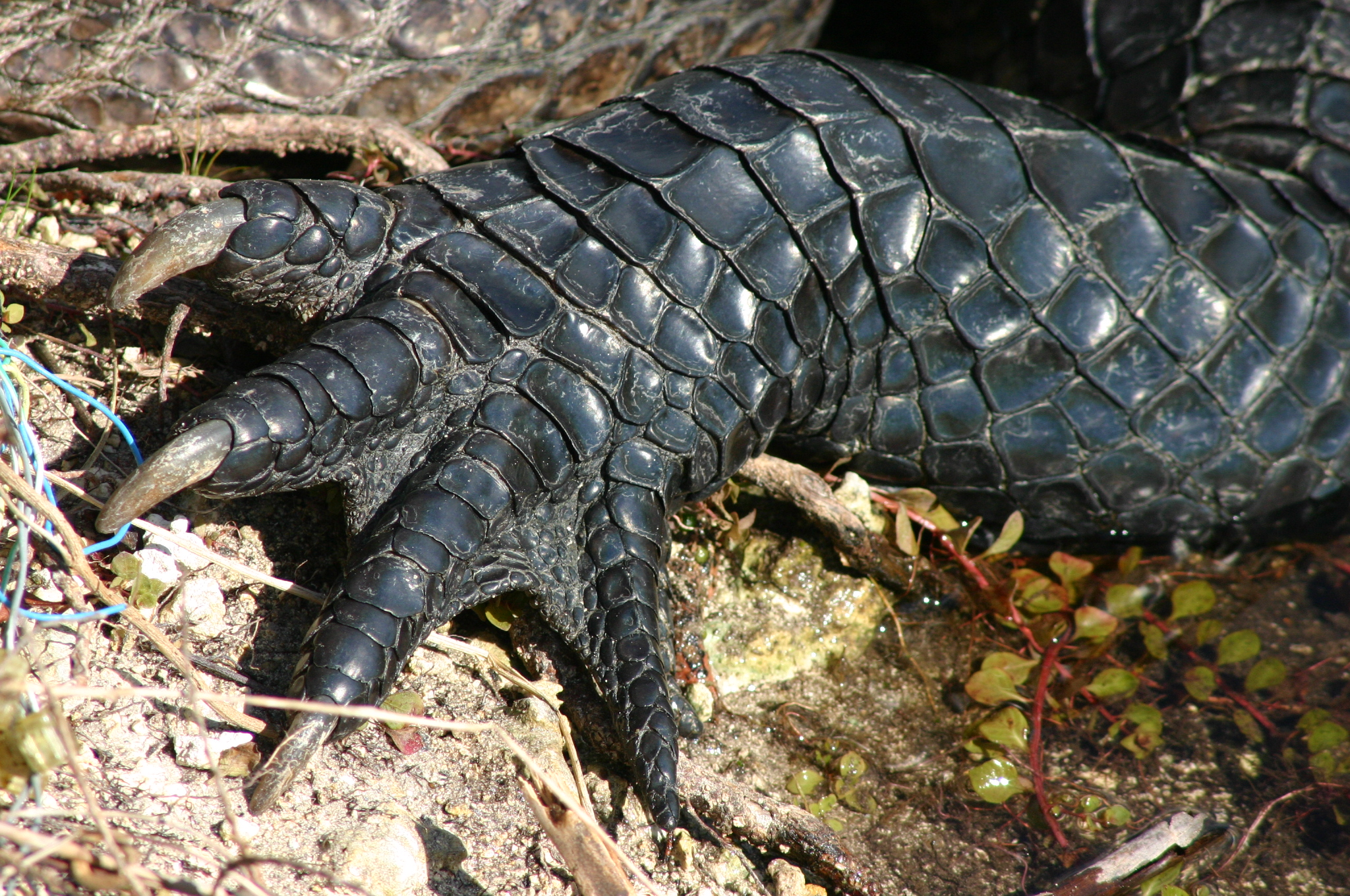
Bepantsering voorpoot mississippialligator
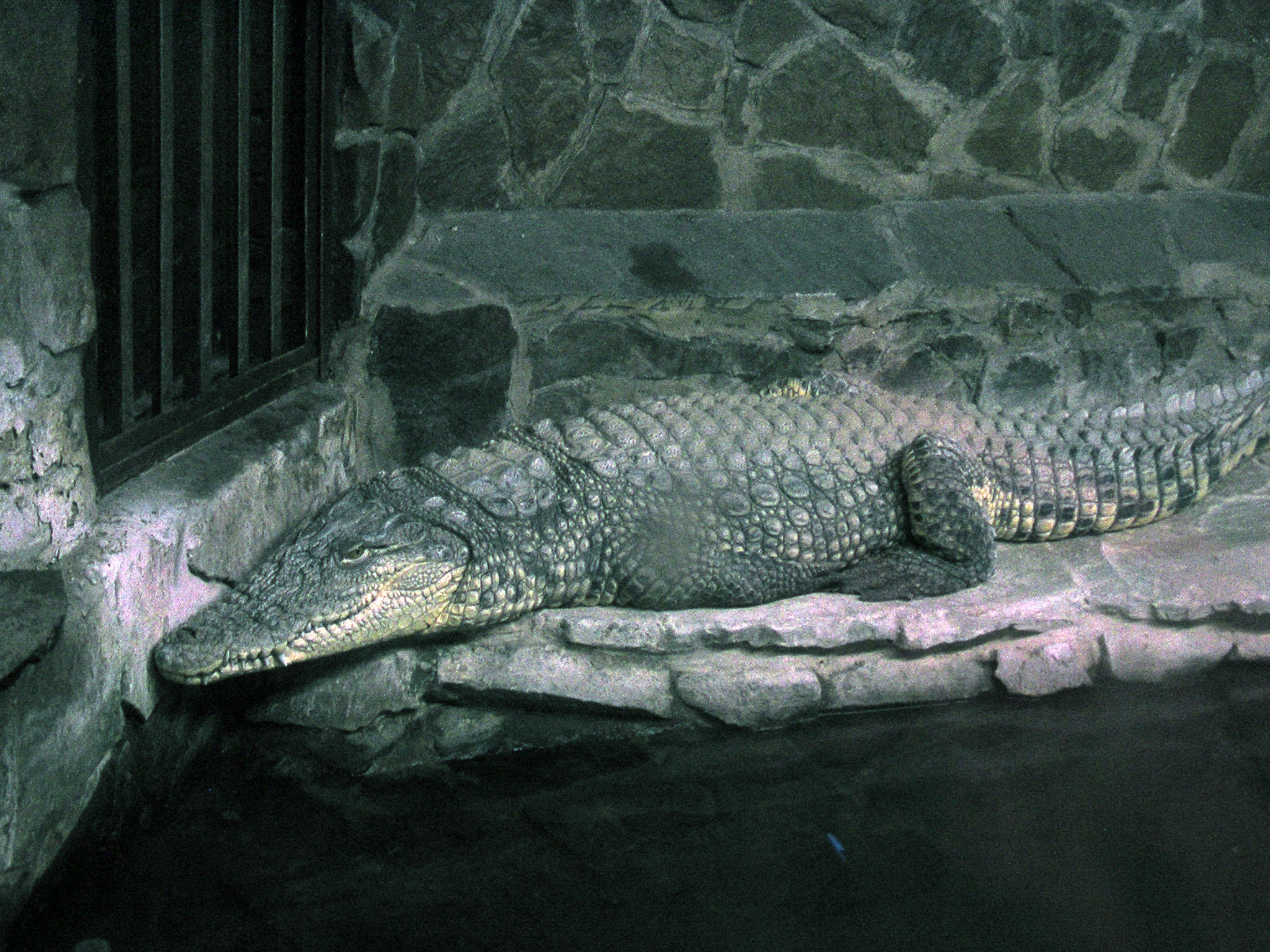
Zware bepantsering op de rug en nek van de nijlkrokodil
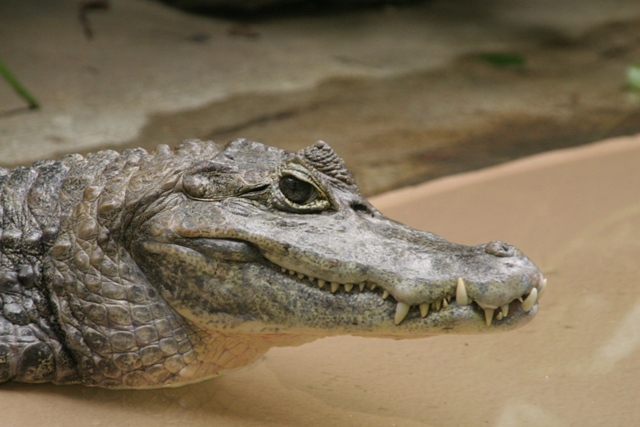
Brilkaaiman met de gepantserde kop

### Skelet
Het skelet van een krokodilachtige bestaat uit botten die wat betreft morfologie en functie te vergelijken zijn met de botten van zowel andere reptielen als zoogdieren. De wervelkolom bestaat van voor naar achter uit de halswervels (A), de borstwervels (B), de lendenwervels (C), het heiligbeen (D) en ten slotte de staartwervels (E). Met name de staartwervels zijn opvallend doordat ze stekelachtige uitsteeksels hebben die terugkomen in de morfologie van de krokodil. De bouw van het heiligbeen is kenmerkend voor bipedale dieren en verraadt de tweebenige leefwijze van de voorouders van de krokodilachtigen.
De schedel (1) is het zwaarste bot en draagt de onderkaak (2). De voorpoten zijn met het schouderblad (3) verbonden aan het lichaam, een sleutelbeen ontbreekt wat de bewegingsvrijheid bevordert. De voorpoten dragen vijf vingers, de achterpoten hebben altijd vier tenen. Zowel de voorpoot als de achterpoot heeft een rudimentaire vinger respectievelijk teen. De voorpoten bestaan uit respectievelijk het opperarmbeen (8) en het spaakbeen (7) en de ellepijp (6), met hieraan de handwortelbeentjes (5) en de middenhandsbeentjes (4). De ribben (9) beschermen de organen, de ribben zijn aan de buikzijde tot een plaat vergroeid ter bescherming, dit is op de afbeelding niet te zien. De achterpoten bestaan uit het dijbeen (10), dat via het kuitbeen (11) en het scheenbeen (14) verbonden is met de enkel (13) en de middenvoetsbeentjes (12).

### Schedel

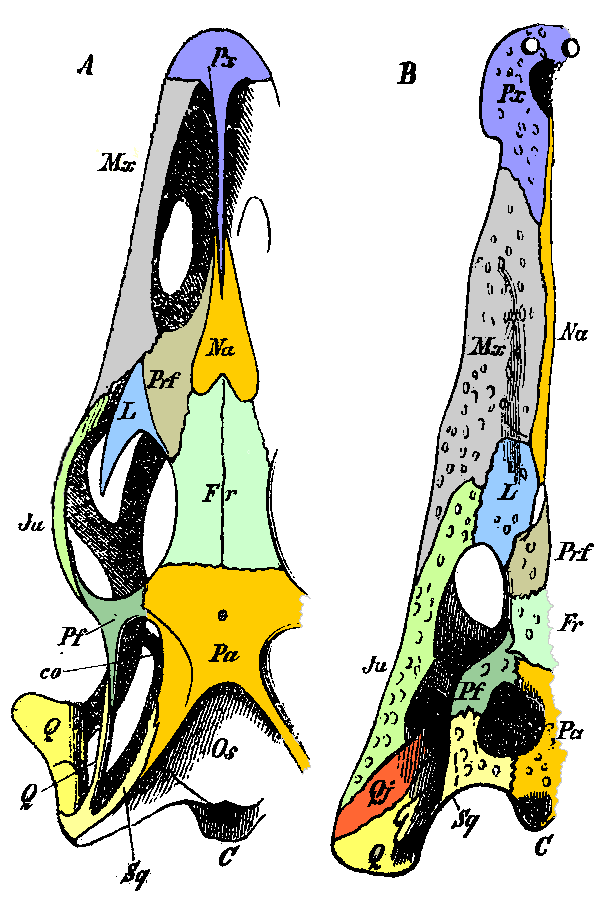
De homologie van de verschillende schedeldelen van een varaan (links) en een krokodilachtige (rechts). Uit: Gegenbaur, Carl: Grundzüge der vergleichenden Anatomie – 1870

De schedel van krokodilachtigen is massief en langwerpig, maar breed en verhoudingsgewijs erg plat, de ogen en neusgaten zijn relatief klein en in de bek zijn vele tanden aanwezig. Net als veel andere in water levende of amfibische vierpotigen zijn de ogen, oren en neusgaten op dezelfde hoogte gepositioneerd. Ook de inwendige onderdelen van de schedel zijn aangepast, zoals de tong, de inwendige neusgaten en de kaakspieren. De neusgaten en de ooropeningen zijn met klepachtige flapjes afsluitbaar zodat er geen water kan doordringen bij het duiken. De tong is plat tegen de onderste kaakhelft gepositioneerd en is niet goed zichtbaar bij een geopende bek. Lange tijd werd zelfs gedacht dat krokodilachtigen geen tong hadden.
De snuit is bij sommige soorten (gaviaal, onechte gaviaal) zeer smal vanwege de sterke voedselspecialisatie; ze eten uitsluitend vis (piscivoor). Bij de meeste krokodilachtigen zijn de kop en snuit breed, bij de echte krokodillen is de snuit breder dan bij de alligators. Een belangrijk en duidelijk verschil tussen deze twee groepen is het uitstekende paar onderkaakstanden van de krokodillen. De vierde onderkaakstand van voren gezien steekt bij de krokodillen uit de bek en wordt geborgen in een groef aan de zijkant van de bovenkaak. Bij de alligators past deze in een holte in de bovenkaak en is bij een gesloten bek niet zichtbaar. Krokodilachtigen hebben geen lippen, waardoor een gesloten bek nooit helemaal dicht is.
Vogels en de meeste reptielen hebben ondersteunende botjes rond de oogbal, maar deze ontbreken bij de krokodilachtigen, net als bij de (niet-verwante) zoogdieren. Achter het oog is een opening in de schedel aanwezig die een groter aanhechtingsoppervlak biedt voor de sterke kaakspieren, ook is het gewicht van de schedel hierdoor lager. De kaakspieren zijn naar achteren geplaatst om de bek verder open te kunnen sperren en om een grotere bijtkracht te bereiken, die kan oplopen tot ongeveer 450 kilo per vierkante centimeter. De kaakspieren kunnen zeer krachtig worden toegeslagen, maar bij het openen van de bek is minder kracht beschikbaar, waardoor de bek van alle soorten met de handen gemakkelijk dicht kan worden gehouden.

### Gebit

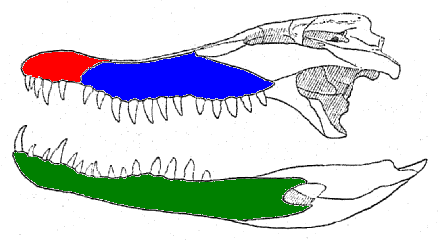
Het gebit van een krokodilachtige, hier de moeraskrokodil:
Premaxillaire tanden (voortanden)
Maxillaire tanden
Mandibulaire tanden

Net als zoogdieren hebben krokodilachtigen tanden die geborgen zijn in tandkassen in de kaak, thecodont (Oudgrieks: θήκη, thèkè = kas, ὀδούς, odous = tand). In tegenstelling tot zoogdieren zijn ze echter polyphyodont waarbij de tanden vaker vernieuwd worden. De vervangende tand groeit onder de oude tand en ontstaat uit een stamcel in de lamina dentalis. De nieuwe tand drukt de oude eruit. Een krokodilachtige kan gedurende het leven zo'n 6000 tanden vormen. Bij juveniele exemplaren worden de tanden sneller vervangen, ongeveer iedere maand. Bij oudere dieren vertraagt deze cyclus tot eens per twee jaar; oude dieren ontwikkelen steeds langzamer nieuwe tanden en zijn soms nagenoeg tandeloos. De uitgeworpen tanden worden soms verzameld om sieraden en halskettingen te maken en worden in het Engels ook wel swamp ivory (moerasivoor) genoemd.
Het gebit van alle krokodilachtigen bestaat uit drie groepen tanden: twee groepen bovenkaakstanden en een lange rij onderkaakstanden. De meeste krokodilachtigen hebben ongeveer 66 tot 84 tanden. De voortanden staan helemaal vooraan in de bek in de praemaxillae, de gepaarde botten die de snuitpunt vormen. Dit zijn meestal vijf paren, soms vier en zelden zes. De gewone tanden bestaan uit twaalf tot twintig paar tanden achter de voorste tanden en zitten in de bovenkaaksbeenderen. In de gepaarde onderkaken zijn 17 tot 22 paar tanden aanwezig in de dentaria, de tanddragende voorste botten. Het aantal tanden is soortafhankelijk en kan weliswaar binnen een soort variëren, maar de combinatie overlapt zelden met een andere soort. De Orinocokrokodil bijvoorbeeld heeft altijd vijf paar voorste tanden, veertien paar boventanden en vijftien paar ondertanden. Het gebit bestaat dus uit een vast aantal van 68 tanden. De brilkaaiman daarentegen heeft een variabel aantal: vijf paar voor in de bek, dertien of veertien paar boventanden en achttien tot twintig paar ondertanden. Het totale aantal is dus 72 tot 78 tanden. Het gebit van de gaviaal heeft de meeste tanden van alle krokodilachtigen, vijf paar voor in de bek, 23-24 paar tanden in de bovenkaken en 25-26 paar in de onderkaken; 106 tot 110 tanden in totaal.

## Inwendige anatomie
Krokodilachtigen hebben een afwijkend metabolisme en een aangepaste bloedsomloop. Ze kunnen bijvoorbeeld zuurstofarm en zuurstofrijk bloed mengen door een opening in het hart. De bek heeft speciale aanpassingen om de ademhaling mogelijk te maken terwijl een prooi aan stukken wordt gescheurd. Al deze kenmerken zijn niet alleen uniek binnen de reptielen, maar komen bij geen enkele andere diergroep voor.
Kenmerkend is dat een urineblaas bij alle soorten ontbreekt.

### Spieren
De spieren van krokodilachtigen verkrijgen tijdens enige inspanning energie door een anaerobe omzetting, dit komt door de relatief kleine longen.
Er wordt bij deze omzetting geen zuurstof gebruikt zoals bij zoogdieren die een aerobe omzetting kennen, maar de glucose wordt omgezet in energie (ATP) en melkzuur. Alleen als snel en veel energie moet worden vrijgemaakt, als bijvoorbeeld gevlucht moet worden, kunnen ook zoogdieren overschakelen op een anaerobe omzetting. Bij de krokodilachtigen is deze vorm van spierstofwisseling de gebruikelijke manier om aan energie te komen bij inspanning zoals het verschalken van grote prooien. Na ongeveer een half uur is de krokodil echter volledig uitgeput en heeft uren nodig om zich weer op te laden. Deze eigenschap kan worden gebruikt om krokodillen te vangen.

### Bloedsomloop
De krokodilachtigen hebben verschillende aanpassingen van de bloedsomloop, wat onder andere dient om langer onder water te kunnen blijven. Ook speelt de enigszins regelbare doorbloeding van de huid een rol bij het verhogen van de lichaamstemperatuur, zie ook onder het kopje Gedrag.
Het hart bestaat uit vier delen: twee boezems en twee kamers, net als bij vogels en zoogdieren. Daarmee onderscheidt het zich van alle andere reptielen en amfibieën waar het hart uit drie delen bestaat. Een verschil met de zoogdieren is dat bij deze groep het zuurstofrijke bloed strikt van het zuurstofarme bloed wordt gescheiden, bij de krokodilachtigen wordt het gemengd door een kleine opening tussen de linker- en rechteraorta, de opening van Panizza. Vroeger werd wel gedacht dat dit een onderontwikkelde versie was van het gescheiden systeem in het hart van de zoogdieren, maar het mengen van zuurstofrijk en zuurstofarm bloed biedt enkele mogelijkheden waar de krokodilachtigen voordeel van hebben, zo wordt de CO2 in het zuurstofarme bloed waarschijnlijk gebruikt om het bijzonder sterke maagzuur te vormen.

Schematische overzicht van een krokodillenhart met opening van Panizza, met daarnaast de normale bloedsomloop en rechts de bloedsomloop tijdens het duiken

Naast de opening van Panizza hebben krokodilachtigen een extra aorta. Deze linkeraorta komt uit de rechterkamer en gaat naar organen die minder gevoelig zijn voor lage zuurstofniveaus zoals lever en maag. De rechteraorta uit de linkerkamer gaat naar zuurstofgevoelige organen als het hart en de hersenen. Tijdens normaal ademen gaat zuurstofarm bloed uit de rechterkamer onder lage druk naar de longen via de longslagader, terwijl zuurstofrijk bloed onder hoge druk uit de linkerkamer naar de linkeraorta stroomt en via de opening van Panizza ook naar de rechteraorta. Door het drukverschil zal een kleine hoeveelheid zuurstofrijk bloed uit de linkerkamer ook de rechterkamer instromen. Als het dier duikt en stopt met ademen, ontstaat pulmonale hypertensie, verhoogde bloeddruk in de longen. Dit maakt dat de bloeddruk in de rechterkamer en de pulmonale arteriële druk toeneemt. Hierdoor neemt de hoeveelheid zuurstofrijk bloed uit de linkerkamer in de linkeraorta af. Zuurstofarm bloed in de linkeraorta uit de rechterkamer neemt daarentegen toe en in de longslagader af. Op deze manier worden de zuurstofgevoelige organen zo lang mogelijk van zuurstofrijk bloed voorzien. In combinatie met anaerobe stofwisseling en inactiviteit kan een krokodil zo vijf tot zes uur onder water blijven.
Net als zoogdieren, vogels en andere reptielen wordt de zuurstof die door de longen wordt opgenomen gebonden aan het ademhalingspigment hemoglobine dat het bloed ook een rode kleur geeft. Bij de afgifte van zuurstof uit het bloed aan de lichaamscellen komt CO2 als afvalstof vrij. Tijdens het duiken, als er geen zuurstof meer wordt aangevoerd door de longen, wordt de concentratie CO2 in het bloed hoger. De CO2-moleculen vormen bicarbonaten, die zich hechten aan de hemoglobine-eiwitten waardoor de zuurstofmoleculen worden verdrongen. Een krokodilachtige kan hierdoor de zuurstof uit het hemoglobine persen, waardoor er onder water veel meer O2 uit het bloed kan worden gebruikt. De afgifte van zuurstof uit hemoglobine is in vergelijking met andere dieren vele malen hoger, dit is een van de redenen waarom een krokodil zo lang onder water kan blijven zonder adem te halen.
Het bloed van krokodilachtigen heeft een sterke antibacteriële werking. Dit wordt veroorzaakt door verschillende eiwitten in het bloed die de krokodilachtigen een immuunsysteem geven dat onvergelijkbaar is met dat van andere dieren. De sterke afweer tegen microben komt van pas als de dieren met elkaar vechten; tijdens het gevecht worden niet zelden zware verwondingen toegebracht of zelfs ledematen afgerukt die meestal snel en zonder infecties genezen. De eiwitten in het bloed van krokodilachtigen zijn in staat om onder andere penicillineresistente bacteriën te doden en zelfs is gebleken dat het voor mensen dodelijke hiv door het bloed wordt afgebroken.
Zowel het vermogen om relatief veel zuurstof uit het bloed te halen als de sterke antibacteriële werking van het bloed worden onderzocht in de geneeskunde om zo medicijnen te ontwikkelen voor verschillende doeleinden.

### Ademhaling

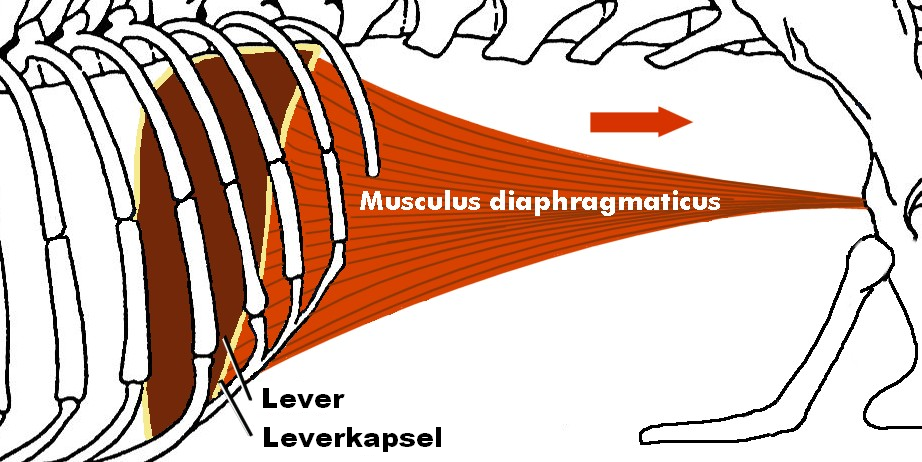
Musculus diaphragmaticus

Krokodilachtigen hebben een dunne gepaarde spier tussen het borststuk en het achterlijf, de Musculus diaphragmaticus, die uniek is voor de reptielen. Deze met het longvlies (zoals deze voorkomt bij de zoogdieren) vergelijkbare structuur ondersteunt de ademhaling. Ook de ribben zijn betrokken bij de ademhaling. Ondanks deze overeenkomst met zoogdierlongen, werkt het systeem bij krokodilachtigen beduidend efficiënter doordat de lucht er altijd in een lus in één richting doorheen stroomt, en er niet als bij een balg in- en uitgepompt wordt. Deze eigenschap zou een door alle oorspronkelijke Archosauria gedeelde voorloper zijn van de ademhaling met luchtzakken zoals die bij de dinosauriërs, waaronder de latere vogels, voorkomt.
De uitwendige, met flapjes afsluitbare neusgaten lopen inwendig door naar de keel. De neus- en mondholte zijn gesepareerd met een uit bot bestaande afscheiding net als bij zoogdieren, maar in tegenstelling tot andere reptielen. Het keelgat (glottis) staat in verbinding met de neusgaten, maar is afgesloten van de mond door een tot afsluitklep omgevormd deel van de tong waardoor er via de bek geen lucht of water in de keel, de maag of de longen kan komen, ook niet als de bek zich onderwater bevindt en volloopt. Dankzij deze aanpassingen kan een krokodil zijn prooi besluipen terwijl alleen de neusgaten net boven water uitsteken, maar ook de prooi bijten en onderwater sleuren terwijl de ademhaling doorgaat is mogelijk.
Bij het doorslikken van het voedsel kan er wel water in de maag komen wat een krokodil probeert te voorkomen. Grotere prooien worden eerst aan stukken gescheurd en de kop wordt boven water gehouden terwijl de prooi wordt opgeschrokt. Tijdens het slikken wordt de tong omlaag gehouden waardoor de opening naar de maag, die vlak onder de glottis is gepositioneerd, veel groter wordt en grote brokken voedsel naar binnen kunnen worden gewerkt.
Krokodilachtigen kunnen het gevecht met grotere prooien makkelijk winnen doordat ze minstens twintig minuten de adem in kunnen houden, veel langer dan zoogdieren waardoor deze al snel het onderspit delven. In rust kan een krokodil twee uur onder water blijven en in koelere wateren kan dit oplopen tot acht uur.

### Maag
Krokodilachtigen slikken regelmatig steentjes in om de spijsvertering te bevorderen, ze dienen als maalsteentjes en helpen het voedsel te verkleinen. Deze steentjes worden wel gastrolieten genoemd, afkomstig van Oudgrieks γαστήρ, gastēr, buik en λίθος, lithos, steen. Lange tijd werd gedacht dat sommige soorten krokodilachtigen mensen met huid en haar verslonden, omdat onder andere door mensen als sieraad gedragen stenen zoals kralen in de maag werden teruggevonden. Het bleek echter dat bewerkte stenen die in de rivier terechtkomen (bijvoorbeeld door ze te offeren aan de goden) simpelweg meer opvallen vanwege het relatief slechte gezichtsvermogen van krokodilachtigen onder water, waardoor ze vaker als gastroliet worden uitgekozen.
De maag van krokodilachtigen is verdeeld in twee kamers. De eerste is sterk gespierd, en wordt spiermaag genoemd. Hierin wordt het voedsel gekneed en in dit deel worden ook de gastrolieten aangetroffen. De tweede maag verteert het voedsel en bevat het sterkste maagzuur dat bekend is uit de dierenwereld. In de maag wordt de prooi in zijn geheel verteerd, inclusief de botten en eventuele hoeven, hoorns of veren.

## Zintuigen

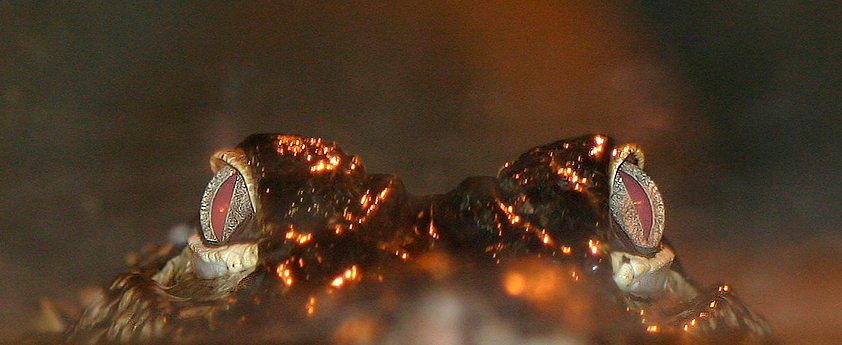
De ogen van krokodilachtigen (hier de mississippialligator) zijn aangepast om ook bij weinig licht uitstekend te zien, de ogen hebben een reflecterend laagje wat ze net als bij katten doet oplichten als ze in het donker worden belicht

Net als andere reptielen hebben de krokodilachtigen een relatief klein stel hersenen, maar deze zijn geavanceerder dan die van andere reptielen. Zo is er bijvoorbeeld een volledig ontwikkelde hersenschors (cortex cerebri).
Krokodilachtigen zijn in staat zich te oriënteren op grote afstand: als ze ergens worden weggevangen en elders uitgezet probeert een krokodil altijd terug te keren naar zijn oorspronkelijke leefgebied.

### Gezichtsvermogen
De ogen zijn relatief klein, en zijn meer aan de bovenzijde van de kop gepositioneerd. Ze steken duidelijk uit, maar kunnen indien nodig worden teruggetrokken in de schedel ter bescherming. De ogen hebben een extra membraan dat zich onafhankelijk van de oogleden kan sluiten en doorzichtig is waardoor een krokodilachtige een soort duikbril heeft en met 'gesloten' ogen toch goed kan zien onder water. Dit wordt ook wel het knipvlies genoemd.
Krokodilachtigen hebben een goed gezichtsvermogen, waarschijnlijk zien ze ook kleuren. Ze kunnen met name 's nachts uitstekend zien vanwege de verticale pupil. Dit komt ook voor bij katachtigen en nachtactieve kikkers. De oogballen kunnen een beetje draaien, net als een kompas, zodat de krokodil bij een opgeheven kop toch scherp kan zien. Hier zit wel een grens aan; een exemplaar dat op de rug terechtkomt, kan juist niet goed zien en raakt gedesoriënteerd.
Achter de retina is een licht-reflecterend laagje aanwezig, wat het gezichtsvermogen sterk verbetert bij zwak licht en als bijwerking heeft dat de ogen oplichten in het donker. Dit laagje, dat ook voorkomt bij katachtigen, is het tapetum lucidum, wat vrij vertaald tapijt van licht betekent. 's Nachts staat de pupil van het oog helemaal open en het gezichtsvermogen is dan waarschijnlijk vergelijkbaar met dat van een uil. Onder water kan een krokodilachtige door het gesloten knipvlies echter niet goed focussen en vertrouwt hier op andere zintuigen.

### Gehoor en waarneming van trillingen
Krokodilachtigen kunnen goed horen, ze maken in de paartijd brullende en grommende geluiden om de andere sekse te lokken. In 2015 werd een spier in het strottenhoofd geïdentificeerd, de musculus cricoarytenoideus, waarvan de structuur alligators in staat stelt een heel repertoire aan stemgeluiden voort te brengen. Daarbij worden ook formanten gevormd die verder alleen door vogels en zoogdieren voortgebracht worden. De uitwendige gehoororganen bestaan uit tympana of trommelvliezen en zijn achter de ogen gepositioneerd. Het middenoor heeft complexe met lucht gevulde kamertjes en een vertakte buis van Eustachius. Net als sommige gekko's is een spier aanwezig die waarschijnlijk net als de bij zoogdieren vergelijkbare Musculus stapedius dient om sterke vibraties te dempen. Krokodilachtigen zijn zeer gevoelig voor trillingen. Ze kunnen hierdoor de kleinste prooidieren die zich in het water begeven al opmerken, evenals potentiële partners, rivalen en vijanden.

### Reukzin
Krokodilachtigen hebben een goed ontwikkeld reukvermogen, maar geen orgaan van Jacobson, dit is echter in aanleg wel aanwezig. Reptielen met een dergelijk orgaan hebben altijd een gespleten tong, zodat naast het waarnemen van een geur ook de richting ervan kan worden bepaald. Krokodilachtigen hebben een tot afsluitklep omgebouwde tong die geen rol speelt in de zintuiglijke waarneming. Krokodilachtigen identificeren potentiële prooien en vijanden voornamelijk op zicht.

### Huidreceptoren
Op de schubben zijn vele zintuiglijke tastpuntjes aanwezig, die zichtbaar zijn als kleine zwarte spikkeltjes die functioneel lijken op de zijlijn van vissen en de tastzintuigen van sommige amfibieën zoals de klauwkikker, maar een andere ontstaansgeschiedenis hebben. Deze kleine, gepigmenteerde bultjes bevatten zenuwbundels en kunnen de kleinste veranderingen in druk en lichte vibraties in het water waarnemen, wat het mogelijk maakt om andere dieren in totale duisternis op te merken. Daarnaast dienen ze als chemische en temperatuursreceptor. Alligators en kaaimannen hebben deze puntjes alleen rond de kaken, echte krokodillen hebben op vrijwel iedere schub van het lichaam een tastpuntje.

## Voedsel
Krokodilachtigen zijn zonder uitzondering nachtactief en carnivoor, ze jagen voornamelijk 's nachts en voeden zich met levende prooien, het voedsel hangt af van de grootte van een krokodilachtige. Juvenielen leven de eerste tijd van kleine in en rond het water levende ongewervelden, voornamelijk insecten, kreeftachtigen en weekdieren. Als ze wat groter zijn worden kleine vissen, kikkers en grotere ongewervelden als slakken gegeten.
Na enkele jaren zijn de juvenielen van grotere soorten al ongeveer een à twee meter lang, en gaan ze steeds grotere prooien eten, zoals kleine zoogdieren, watervogels en grotere vissen. Dit soort prooidieren zijn ook het voedsel van soorten die kleiner blijven (1,5 tot 2 meter). Alleen soorten die groter dan drie meter worden, schakelen uiteindelijk over op nog grotere prooien, maar zijn in beginsel nog steeds viseters. Ze zijn echter net als vrijwel alle andere reptielen zeer opportunistisch en grijpen alles wat ze kunnen pakken. Doordat de grotere krokodilachtigen erg lang en zwaar worden en zeer sterk zijn kunnen ze relatief grote prooien aan, van grote grazers als hoefdieren (kafferbuffels, jonge nijlpaarden, antilopen, giraffen), rovende katachtigen (leeuwen) en verschillende reptielen (zowel schildpadden, slangen als hagedissen). Van de zeekrokodil (Crocodylus porosus) is beschreven dat zelfs haaien worden verslonden. Dergelijke prooien zijn echter uitzonderingen en maken slechts een klein deel van het menu uit. Bij de krokodilachtigen hebben maar weinig soorten zich aangepast op ander voedsel dan vissen. Een uitzondering is de Chinese alligator, die zich heeft gespecialiseerd in schelpdieren en grote slakken, de snuit en tanden zijn hier op aangepast.
Krokodilachtigen schrokken een kleine prooi in één keer op (uitgezonderd dieren met een schelp of schaal die eerst gekraakt worden), ze hoeven niet te kauwen vanwege de sterk ontwikkelde spijsvertering, zoals ook voorkomt bij de slangen, zie ook het kopje maag. Tijdens het schrokken wordt de kop opvallend hoog geheven en wordt een brok vlees met kenmerkende schokkende bewegingen van de kop naar achter in de keel gewerkt waarna het voedsel de maag in gaat. Grote prooien worden eerst onder water gesleurd tot ze zijn verdronken. Doordat de doodsstrijd enige tijd duurt, komen hier vaak meerdere exemplaren op af (krokodilachtigen kunnen zeer goed vibraties in het water opmerken) die de prooi gezamenlijk in stukken scheuren. Hierbij wordt een homp vlees in de bek genomen en draait de krokodil om zijn as om het af te scheuren van het kadaver. Veel krokodilachtigen eten ook aas, maar rottend vlees wordt niet gegeten. Soms worden mensen of huisdieren die langs de waterkant vertoeven aangevallen of gedood, maar mensen zijn geen natuurlijke prooien van krokodilachtigen, zie ook het kopje aanvallen op mensen.
Alle krokodilachtigen staan bekend als grote eters. Doordat het efficiënte spijsverteringsstelsel vrijwel alle voedzame delen opslaat in het lichaam, kan met name een groot exemplaar een grote reservevoorraad opbouwen. Hierdoor kunnen krokodilachtigen tot twee jaar zonder voedsel, zodat ze een lange periode van slechte omstandigheden of voedselgebrek kunnen overleven.
Soms worden gedode prooidieren aangetroffen onder boomwortels en stenen, wat aanleiding geeft tot theorieën over het bewaren van een maaltje voor een latere tijdstip. Bovendien wordt het vlees van de kadavers zachter door het rottingsproces waardoor het makkelijker af te scheuren is. Er is bij een aantal soorten beschreven dat gedode prooidieren soms tussen objecten worden verankerd om het vlees makkelijker los te scheuren. Dit kan beschouwd worden als een primitieve vorm van het gebruik van gereedschap.
Van 13 van de 23 soorten krokodilachtigen is bekend dat ze occasioneel fruit eten. Onder meer door het eten van prooidieren die zelf fruit aten, maar mogelijk doen ze dit ook bewust om hun dieet aan te vullen.

## Vijanden

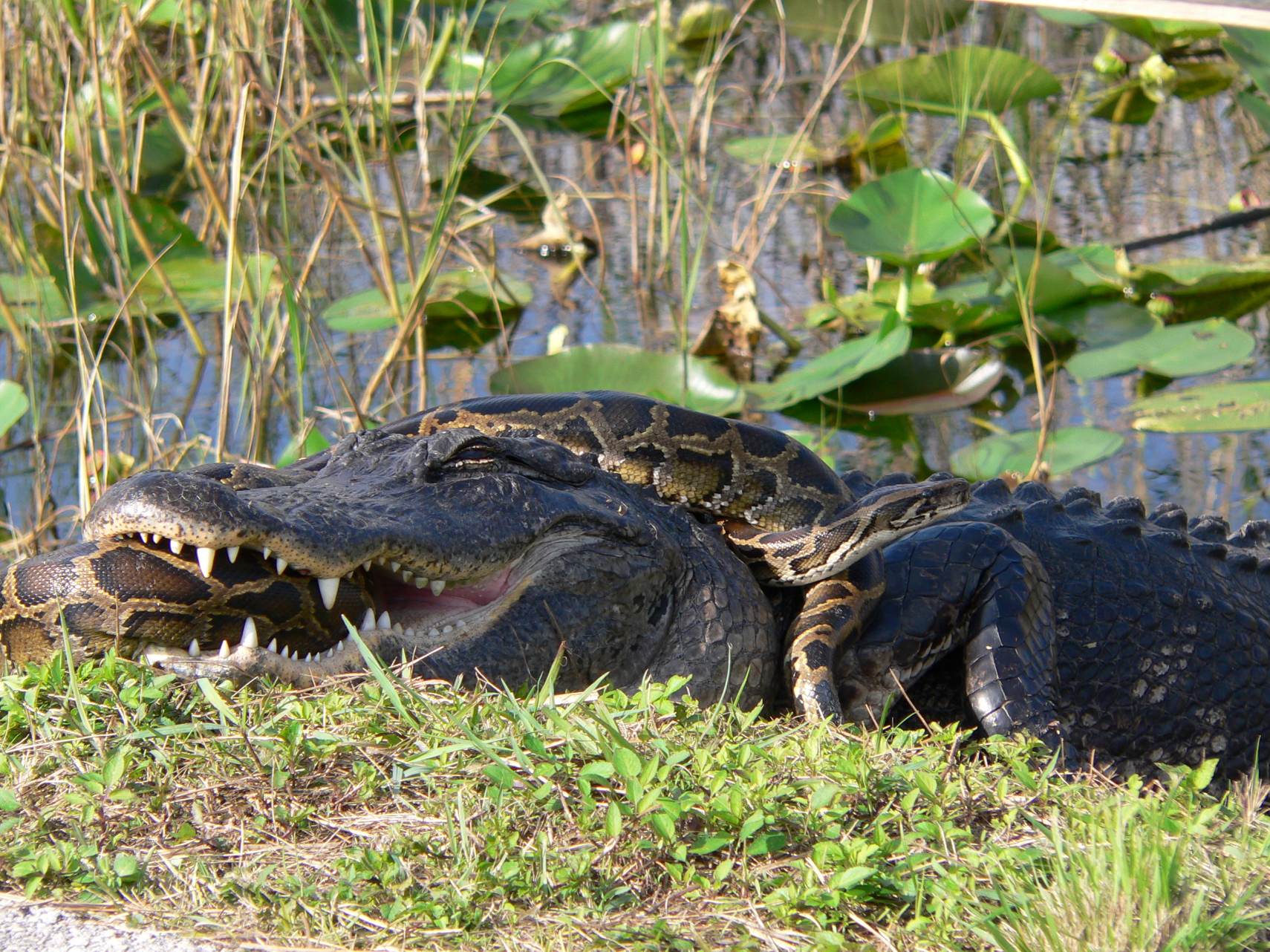
Twee toppredatoren in een strijd op leven en dood: een tijgerpython en een mississippialligator in gevecht in Everglades National Park

Krokodilachtigen hebben met name als embryo en als juveniel veel vijanden, afhankelijk van de geografische locatie en de soort. De legsels van de Afrikaanse en Australische krokodilachtigen hebben veel te duchten van de vraatzuchtige en zeer brutale varanen, zoals de nijlvaraan (Varanus niloticus) die de eieren van de nijlkrokodil opeet. In Amerika komen geen varanen voor, maar hier hebben de tejuhagedissen hun rol overgenomen, een andere familie van relatief grote hagedissen. Een voorbeeld is de gebandeerde reuzenteju (Tupinambis teguixin) die het broedsel van de brilkaaiman belaagt.
Ook verschillende soorten zoogdieren zoals marters, varkens, wasberen en zelfs sommige vogels, waaronder de Afrikaanse maraboe, graven de eieren op. De moeder, en soms ook de vader, verdedigt het nest fel, maar de sluwe varanen en de snelle zoogdieren en vogels zijn haar vaak te snel af. Bovendien moet ze op hete dagen regelmatig afkoelen in het water om niet oververhit te raken, zodat roofdieren hun kans kunnen grijpen.
Eenmaal uit het nest hebben de juvenielen nog meer vijanden, doordat ze meer opvallen en vrijzwemmend zijn worden ze ook door verschillende roofvogels, roofvissen en reptielen (inclusief grotere exemplaren van dezelfde soort) gegeten. De moederdieren beschermen hun jongen fel, maar veel juvenielen eindigen uiteindelijk in de maag van hun soortgenoten. De vergaande broedzorg bij krokodilachtigen is vrij uniek onder de reptielen, en kwam waarschijnlijk ook voor bij de dinosauriërs.
Een volwassen krokodilachtige heeft maar weinig vijanden en heeft alleen te duchten van grote roofdieren. Voorbeelden zijn leeuwen en jaguars die zich op het land begevende krokodillen aanvallen en grote wurgslangen zoals de netpython. Ook grotere soortgenoten die hun territorium verdedigen, kunnen zware tot fatale verwondingen toebrengen. Enkele soorten kleine krokodilachtigen hebben te vrezen van grotere soorten, zoals de anderhalve meter lange breedvoorhoofdkrokodil die belaagd wordt door de drie meter lange pantserkrokodil en de tot vijf meter lange nijlkrokodil.

## Voortplanting en ontwikkeling

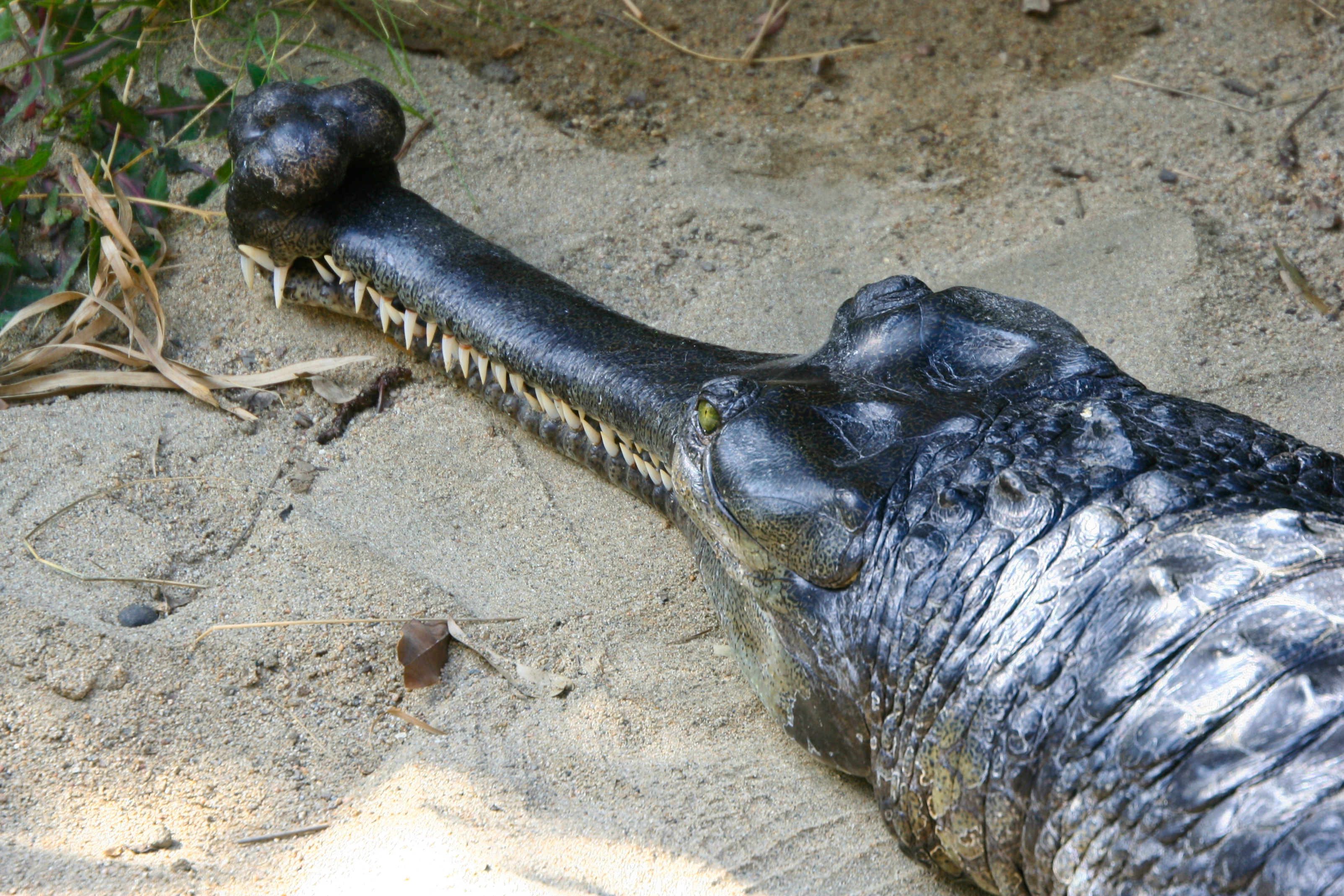
De opvallend verdikte snuitpunt van mannetjesgavialen was lange tijd onbegrepen, maar blijkt een secundair geslachtskenmerk

Krokodilachtigen zijn net als schildpadden uitsluitend eierleggend, de jongen worden nooit levend geboren zoals voorkomt bij sommige slangen en hagedissen. De paring vindt in het voorjaar plaats, de eieren worden altijd afgezet in een nest, hoewel de vorm en locatie van het nest verschilt.
Mannetjes en vrouwtjes zijn moeilijk uit elkaar te houden bij de krokodilachtigen. De mannetjes worden gemiddeld aanzienlijk groter, maar dit is alleen te zien bij heel grote exemplaren. Vrouwtjes zijn te onderscheiden aan de platte omgeving van de cloaca, die van mannetjes is meer gewelfd wat veroorzaakt wordt door de aanwezigheid van de hemipenis. Om het geslacht van een krokodil te bepalen kan het dier worden gesekst door te sonderen wat echter uiterst voorzichtig moet gebeuren om beschadigingen te voorkomen. Juveniele exemplaren zijn wat betreft hantering makkelijker te seksen, maar doordat ze nog onderontwikkelde geslachtsorganen (cliteropenis) hebben lijken die van mannetjes en vrouwtjes op elkaar. Mannetjes hebben een groter en langer orgaan, dat van vrouwtjes is meestal kleiner, maar er is een kleine overlap. Naarmate de mannetjes groter worden en de penis zich verder ontwikkelt, is het verschil steeds duidelijker te zien.

### Paring
De mannetjes en vrouwtjes zijn afhankelijk van de soort geslachtsrijp bij een lengte van ongeveer twee derde van de maximale lengte, in gevangenschap kan de tijd die een krokodilachtige nodig heeft om deze lengte te bereiken aanzienlijk worden verkort.
Krokodilachtigen lokken elkaar met visuele prikkels, trillingen, geluid en geur. De mannetjes lokken de vrouwtjes door het creëren van bubbels onder water en het trillen van de borstkas. Ook is geurherkenning belangrijk; de mannetjes scheiden geurstoffen af uit klieren aan de staartbasis. Sommige soorten, zoals de gangesgaviaal, kennen een seksuele dimorfie, de mannetjes hebben een opvallende vergroeiing op de snuitpunt die dient als visuele prikkel.
De paring vindt altijd onder water plaats, het mannetje en vrouwtje raken elkaar aan, blazen luchtbellen en proberen elkaar onder water te duwen om elkaars kracht te testen. Krokodilachtigen zijn niet monogaam, mannetjes paren met meerdere vrouwtjes, maar zijn erg territoriaal, ze verdedigen het territorium fel tegen andere mannetjes. Na de paring en de bevruchting zoekt het vrouwtje moerassige wateren langs de kust op om een nest te maken.

### Nest
Het nest wordt altijd gegraven door het vrouwtje, ze gebruikt hierbij haar achterpoten. Er zijn grofweg twee soorten nesten, een kuil in de grond waarin de eieren worden afgezet waarna het gat wordt gedicht met zand en modder of bladeren is het meest voorkomende type. Schneiders gladvoorhoofdkaaiman bouwt het nest in bossen bij termietenhopen. Sommige soorten zoals de alligators bouwen een bovengronds nest van plantaardig materiaal, waarin de eieren worden afgezet en vervolgens worden toegedekt met bladeren of modder. Het nest is ongeveer een meter hoog en twee meter in doorsnede. Het materiaal kan zo hard worden dat de jongen het nest niet zonder hulp van de ouders kunnen verlaten. Deze efficiënte isolatie is in combinatie met de zonnewarmte nodig voor de ontwikkeling van de eieren.

### Ei

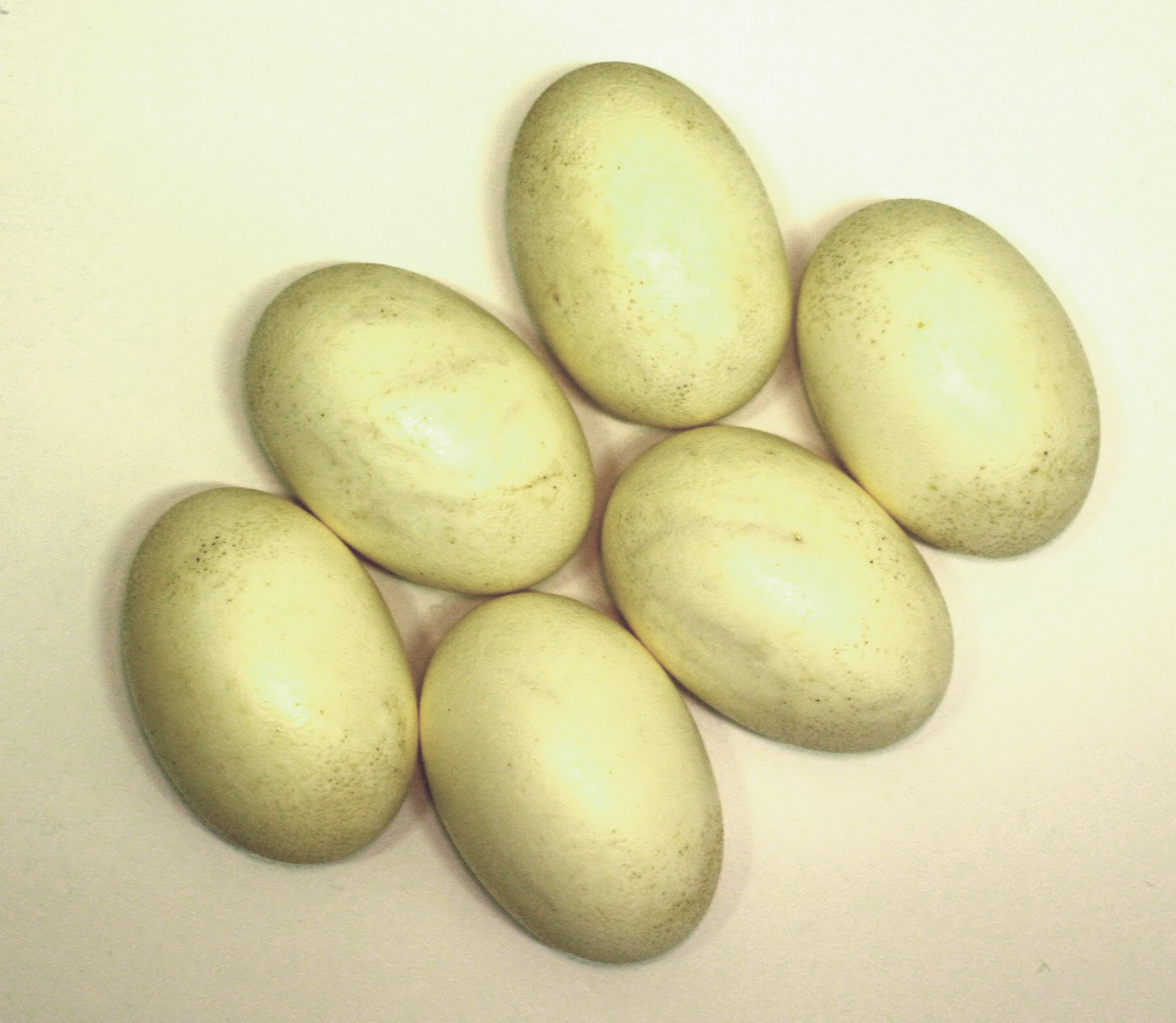
Eieren van de nijlkrokodil

De embryo's van krokodilachtigen hebben geen geslachtschromosomen, het geslacht wordt bepaald door de temperatuur in een vroeg stadium van de ontwikkeling van het embryo. Dit wordt temperatuurafhankelijke geslachtsbepaling (Temperature Sex Determination of TSD) genoemd. Dit wordt veroorzaakt door een van de temperatuur afhankelijke ontwikkeling van de hormoonhuishouding. TSD komt ook voor bij onder andere de schildpadden, maar bij deze groep worden bij lagere temperaturen mannetjes geboren (TSD IA), bij de krokodilachtigen is dit precies andersom (TSD IB).
Als de temperatuur van de eieren ongeveer 30 graden Celsius is, komen vrouwtjes uit het ei, bij een hogere temperatuur ontstaan mannetjes. Doordat de temperatuur in het nest nooit overal hetzelfde is, bestaat er een kans dat er jongen van beide geslachten uit het nest komen. Om de kans hierop te verhogen worden de eieren in lagen afgezet, als er een gelijke verdeling van juvenielen van verschillende seksen ontstaat heeft dit voordelen voor de populatie van de soort. Het streven naar een gelijkmatige verdeling van de seksen gaat ver; als een vrouwtje een nest graaft en ze komt hierbij wortels van woekerende planten tegen, die later in het seizoen het nest overschaduwen met hun bladeren en zo de temperatuur verlagen, wordt het graven gestaakt en naar een andere locatie gezocht.
Het aantal eieren hangt af van de soort, van de grootte van het vrouwtje en van de nestgrootte, er worden tussen 20 en 80 eieren in het nest afgezet, een vrouwtje bouwt een enkel nest per jaar en legt ieder jaar eieren. De eieren hebben de vorm en grootte van ganzeneieren en hebben een dunne schaal. De eieren in het nest hebben vele vijanden, zoals verschillende zoogdieren, reptielen en zelfs sommige vogels, zie ook onder het kopje vijanden.

### Juveniel
| Groeisnelheid zeekrokodil Bron | Groeisnelheid zeekrokodil Bron |
| Leeftijd                       | Lengte (cm)                    |
| ------------------------------ | ------------------------------ |
| geboorte                       | 27 - 32                        |
| 1 jaar                         | 70 - 100                       |
| 2 jaar                         | 140 - 190                      |
| 3 jaar                         | 180 - 220                      |
| 4 jaar                         | 210 - 260                      |
| 5 jaar                         | 250 - 280                      |
| 10 jaar                        | 320 - 360                      |

Als de juvenielen uitkomen wordt het ei met de eitand geopend, dit tand-achtige uitsteeksel zit op de bovenzijde van de snuit. De eitand wordt alleen gebruikt om vlak voor de geboorte een gaatje in het ei te maken, waarna de schaal eenvoudig uitscheurt en de krokodil zich kan bevrijden. Na enige dagen valt de tand af en na een paar weken is het plekje waar de tand gezeten heeft niet meer te zien. De pasgeboren juvenielen proberen zich uit te graven en maken piepende geluiden die de moeder lokken. Deze graaft de uitgekomen jongen uit waarna ze naar het water kruipen, en eventuele niet-uitgekomen eieren worden voorzichtig in de bek genomen en tussen de tong en het verhemelte gerold tot de schaal breekt, dus niet tussen de tanden zoals wel wordt beweerd. Daarna worden de achtergebleven jongen bij veel soorten in kleine groepjes door de moeder in de bek genomen en naar het water gebracht. Doordat krokodilachtigen geen duidelijke tong hebben, is er genoeg plaats voor de kleintjes. Eenmaal in het water schudt ze voorzichtig met haar kop om de jongen te stimuleren het water in te gaan. Uitzonderingen zijn de gaviaal en de onechte gaviaal, hun bek is te smal om de jongen in te dragen.
De jongen groeien vooral het eerste jaar snel, wat te merken is aan het voedselpatroon dat al snel verschuift van voornamelijk ongewervelden als kreeftachtigen en weekdieren naar kleine gewervelden als kikkers. Het duurt echter afhankelijk van de soort, het klimaat en het voedselaanbod nog 6 tot 8 jaar eer ze volwassen zijn en zich kunnen voortplanten. De maximale leeftijd van krokodilachtigen is niet precies bekend, enkele exemplaren zouden meer dan 100 jaar oud zijn geworden. De grootste soorten worden waarschijnlijk niet ouder dan 40 tot 60 jaar oud, kleinere soorten als kaaimannen bereiken een leeftijd van ongeveer 30 tot 40 jaar.

## Gedrag

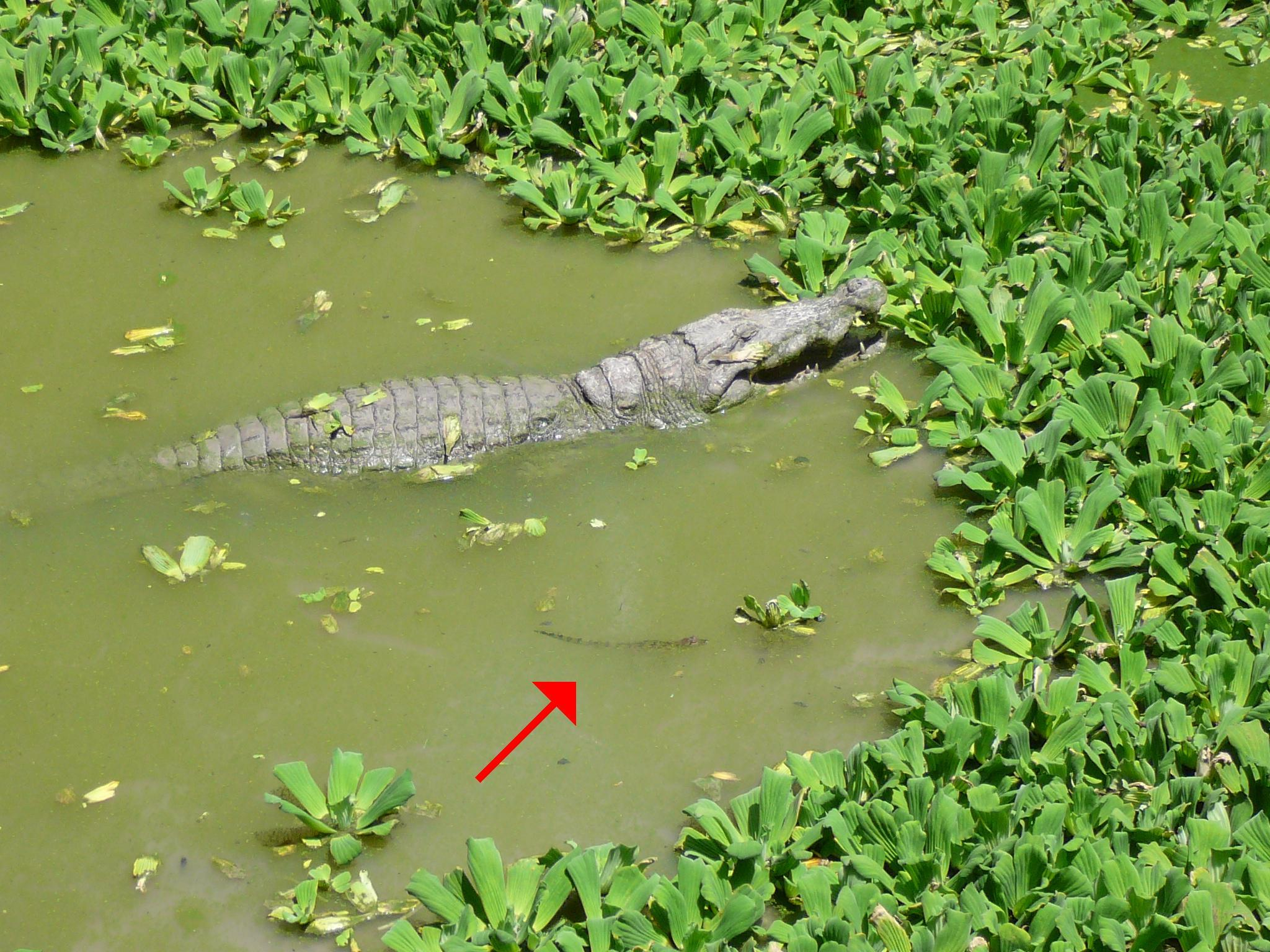
Twee nijlkrokodillen: een volwassen exemplaar en een pasgeboren juveniel (rode pijl). De moederdieren beschermen hun jongen fel, maar de meeste juvenielen eindigen in de maag van hun grotere soortgenoten

Krokodilachtigen kennen een beperkte sociale interactie, ze kennen een hiërarchische sociale structuur van dominante en meer onderdanige individuen. Incidenteel wordt samengewerkt bij de jacht, waarbij sommige dieren de prooi opdrijven en andere in een hinderlaag liggen. Van de nijlkrokodil is bekend dat de dieren in groepen vissen opjagen. Daarnaast is ook het feit dat de juvenielen worden uitgegraven en beschermd door de ouders bijzonder, evenals de verschillende soorten communicatie die worden gebruikt tijdens de balts. Net als andere amfibische dieren die meestal in het water leven zal een krokodil in nood altijd zo snel mogelijk het water in proberen te vluchten.
Krokodilachtigen bewegen zich zo min mogelijk, voornamelijk om hun lichaamsprocessen goed te kunnen benutten, maar ook om zo minder goed zichtbaar te blijven voor prooidieren. Dankzij de zeer lage bewegingsactiviteit blijft het energieverbruik laag, zodat ze relatief weinig hoeven te eten. Het eten, en met name het grijpen en verdrinken van de prooi is overigens een uitputtende bezigheid.
Bij aanhoudende slechte weersomstandigheden wordt een langere rustperiode genomen, soorten die in streken leven met een koude winter gaan in een winterslaap, soorten die in warme gebieden leven houden tijdens de droge en hete zomers een zomerslaap of estivatie. Alle krokodilachtigen kunnen een periode van koude overleven, maar alleen gedurende de zomermaanden kunnen ze zich voortplanten en zijn ze op hun actiefst. De twee soorten uit het geslacht Alligator hebben een wat grotere tolerantie voor lagere temperaturen en komen op hogere altitudes voor. De meeste krokodilachtigen leven echter in laaggelegen gebieden waar het het gehele jaar relatief warmer is.

### Thermoregulatie
Krokodilachtigen zijn zoals alle reptielen koudbloedig, meer specifiek poikilotherm, wat wil zeggen dat ze hun eigen lichaamstemperatuur niet inwendig kunnen verhogen. Om warmer te worden wordt regelmatig een zonnebad genomen. Als reptielen zijn opgewarmd door de zon kunnen ze zich vanwege hun koudbloedigheid sneller bewegen, maar bij krokodilachtigen dient het nemen van een zonnebad voornamelijk om de spijsvertering te versnellen. Door het platte, brede lichaam en de donkere huidskleur wordt relatief veel warmte opgenomen. Tijdens het nemen van een zonnebad verwijden de aderen onder de huid zich en de beenplaten op de rug zijn extra doorbloed om efficiënter warmte op te nemen. De huid heeft een isolerende werking waardoor krokodilachtigen zich in een koeler klimaat toch goed kunnen handhaven.
Bij hitte wordt het water opgezocht, en bij langdurige hete perioden waarbij het water opdroogt schuilen ze in een zelf gegraven hol. Tijdens koele weersomstandigheden, zoals bij wind, of juist op hete zomerdagen blijven krokodilachtigen in het water om hun lichaamstemperatuur respectievelijk hoger en lager te houden.
De zwaar bepantserde huid van krokodilachtigen laat door de ondoordringbaarheid van water geen evaporatie toe, ze kunnen dus niet zweten om af te koelen. Om toch enigszins verkoeling te verkrijgen wordt de bek geopend, waardoor water direct uit de binnenzijde van de bek kan verdampen. Vermoed wordt dat het gapen ook dient om de bek te laten opdrogen, zodat de binnenzijde van de bek ontdaan wordt van ziekteverwekkers als schimmels en bacteriën. Het gapen heeft waarschijnlijk ook een sociale functie, daar ook gegaapt wordt tijdens regen of 's nachts.

### Voortbeweging

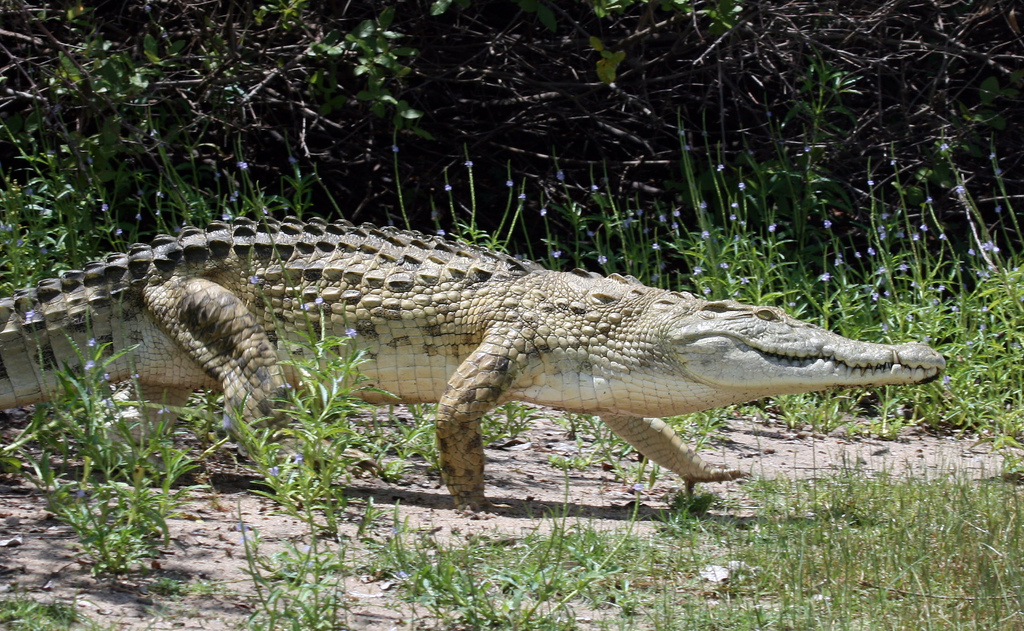
Een krokodil kan een korte sprint maken door hoog op zijn poten te staan

Krokodilachtigen zijn op het eerste gezicht slome dieren, als ze lopen wordt de buik over de grond gesleept. Indien nodig kan een krokodil dankzij het flexibele skelet echter hoger op de poten staan waardoor de buik los van de grond komt en een korte sprint kan worden gemaakt, de tred komt overeen met die van een hond. Bij enkele soorten kan een snelheid worden bereikt van 17 km/h op een onregelmatige bodem. Een rennende krokodil kan gemakkelijk een mens bijhouden op korte afstand, maar zal alleen rennen om snel het water in te vluchten. De voorouders van krokodilachtigen waren overigens snelle landroofdieren en zaten hun prooi achterna, wat af te lezen is aan hun goed ontwikkelde enkelbotten die bij de huidige soorten ontbreken. Een onlangs gevonden tussenvorm is Junggarsuchus die 210 miljoen jaar geleden leefde in China. De relatief langzame voortbeweging van de moderne krokodilachtigen wordt hierom niet beschouwd als een primitief kenmerk, maar juist als een specialisatie op het water.
Bij het zwemmen worden de poten tegen het lichaam gedrukt en worden krachtige slagen gemaakt door de staart, die voor de voortstuwing zorgt. De poten worden gebruikt om te sturen. Alle krokodilachtigen hebben vliezen tussen de tenen, maar deze dienen niet om beter mee te zwemmen zoals de zwemvliezen van bijvoorbeeld amfibieën. De vliezen verhogen het contactoppervlak bij het lopen in het water of op een modderige bodem. Dergelijke contactverhogende zwemvliezen komen ook voor bij sommige in grotten levende salamanders die hierdoor verticaal tegen rotswanden kunnen klimmen, zie ook Hydromantes.

### Werktuiggebruik
Bij de moeraskrokodil en de Amerikaanse alligator is een primitieve vorm van werktuiggebruik waargenomen. Beide soorten gebruiken daarbij takken als lokaas om reigers aan te trekken die op zoek zijn naar nestmateriaal. De krokodilachtige verzamelt eerst wat geschikte takken en laat die op het wateroppervlak drijven. Daarna duikt hij onder de takken op zodat ze op zijn snuit liggen. Zo toegerust zwemt hij langzaam het water onder een broedkolonie binnen en blijft daar urenlang stilliggen. Als een vogel de takken wil verzamelen, wordt hij gegrepen. De krokodilachtigen vertonen dit gedrag alleen tijdens het broedseizoen van de vogels en gebruiken takken van andere bomen dan die waarin de nesten gebouwd zijn, zodat de takken niet puur toevallig op het hoofd van een in de kolonie opduikende krokodilachtige terecht zijn gekomen. Dit zou de eerste keer zijn dat werktuiggebruik bij een koudbloedig reptiel werd vastgesteld.

### Spelen
Incidenteel is waargenomen dat krokodilachtigen spelen. Soms doen jonge dieren bewegingsspelletjes zoals het herhaaldelijk van een hellinkje naar beneden glijden. In dierentuinen spelen de dieren vaak met objecten. Ze slingeren kleurrijke speeltjes weg of bijten die kapot. Krokodilachtigen spelen soms met elkaar door samen in een kringetje te zwemmen of schijngevechten aan te gaan. Als ze door zoogdieren geplaagd worden, gaan ze ook daar soms schijngevechten mee aan.

### Klimmen in bomen
Bij enkele soorten verspreid over de wereld is vastgesteld dat ze soms in bomen klimmen. Verondersteld wordt dat ze hiermee een alternatieve plek opzoeken voor hun thermoregulatie of dat ze hierdoor een beter overzicht van de omgeving krijgen.

## Ecologie

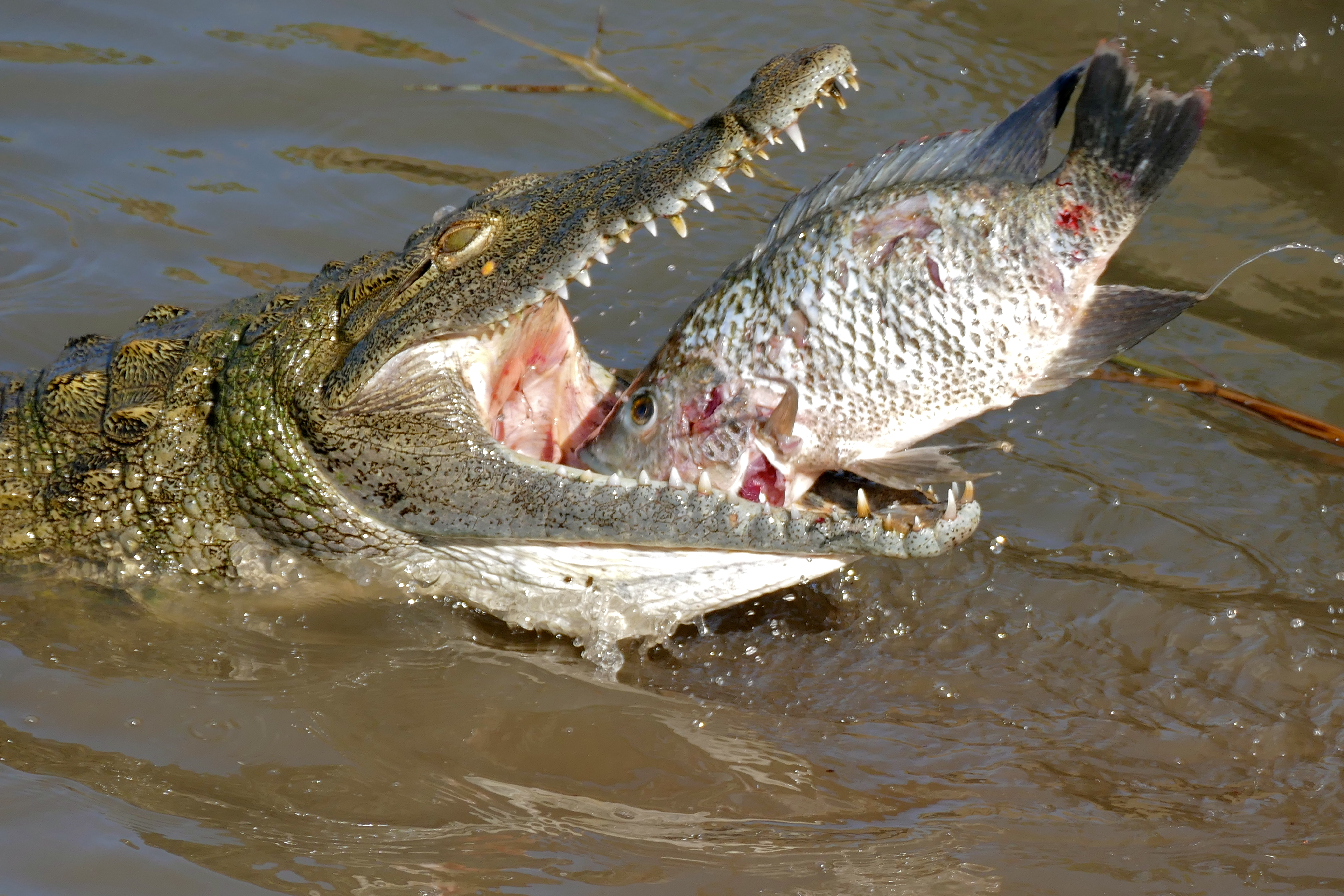
Een nijlkrokodil met een buitgemaakte tilapia

Op het eerste gezicht lijken krokodilachtigen een negatieve invloed op hun omgeving te hebben omdat ze zoveel dieren eten, maar feitelijk is dit niet juist. Krokodilachtigen ruimen voornamelijk zieke, zwakke en onoplettende exemplaren op wat bijdraagt aan een gezonde populatie, ongeacht de diersoort. Ze spelen zelfs een ecologisch belangrijke rol, zo worden dode dieren in de natuur gegeten, waardoor voorkomen wordt dat deze gaan rotten en het oppervlaktewater vervuilen. Ook eten ze grote hoeveelheden roofvissen die andere vissoorten opeten, zoals vraatzuchtige meervallen. Bij de nijlkrokodil is gebleken dat als het reptiel verdwijnt, er minder vissen zijn vanwege een toename van roofvissen. Dit heeft effect op andere dieren, veel vogels eten grote hoeveelheden vis. Als de visstand lager wordt, vertrekken ook de vogels. Hun uitwerpselen zijn echter een zeer belangrijke directe of indirecte voedselbron voor de vissen, waardoor een vicieuze cirkel ontstaat.
De holen die in de oever gegraven worden door krokodilachtigen, worden ook door andere dieren gebruikt voor een veilig heenkomen. De holen van soorten die een winterrust houden, zoals de mississippialligator, worden in de zomer gebruikt door bijvoorbeeld de bijtschildpad, die ook in Noord-Amerika leeft.
Sommige soorten schildpadden hebben de gewoonte om hun eieren af te zetten bij de nesten van krokodilachtigen, voorbeelden zijn sommige moerasschildpadden uit Noord-Amerika en enkele soorten weekschildpadden. Als de schildpad erin slaagt haar eieren dicht bij het krokodillennest te begraven, hebben ze een grotere kans uit te komen, omdat de krokodil alle mogelijke vijanden zal verjagen. De schildpad zelf wordt echter ook als vijand gezien en moet oppassen niet te worden gedood door de krokodil die haar nest fel verdedigt.

## Krokodilachtigen en de mens
Krokodillen worden sinds lange tijd om hun huid gedood en de aantallen waren in de jaren vijftig en zestig van de twintigste eeuw zo klein dat vele soorten op de rand van uitsterven werden gebracht. Het is voornamelijk aan de taaiheid van de reptielen te danken dat ze de aarde nog bevolken, pas de laatste decennia zijn er grootschalige projecten opgezet om de dieren weer op hun vroegere populatiegroottes te brengen. Met de meeste soorten gaat het tegenwoordig redelijk tot goed, maar een aantal is sterk bedreigd. De gaviaal is in het wild vrijwel uitgestorven, maar de ex-situpopulaties (onder andere in dierentuinen) zijn redelijk stabiel.
Met name in Azië en Afrika, waar vissen, garnalen en vogels als eenden worden gefokt om in de levensbehoefte te voorzien, zijn krokodillen ongewenst omdat ze de door de mens gehouden dieren opeten, alsmede de huisdieren en soms zelfs het vee. Ze worden hierdoor illegaal gedood, de Chinese alligator is een voorbeeld van een soort waar het niet zo goed mee gaat en veel geïntroduceerde exemplaren worden door boeren afgemaakt. Daarnaast zijn sommige soorten een directe levensbedreiging voor de mens omdat ze niet schromen mensen aan te vallen en te doden.
Alle soorten worden tegenwoordig beschermd en er mag niet zomaar op worden gejaagd. Vervuiling van het leefgebied is tegenwoordig ook een grote bedreiging, omdat de dieren permanent in het water leven en aan de top van hun ecosysteem staan zijn ze niet alleen gevoelig voor watervervuiling, maar krijgen ook giftige stoffen via prooidieren binnen. Vervuiling veroorzaakt, afhankelijk van de stof, verschillende problemen, zo worden er in bepaalde gebieden minder mannetjes geboren, ook komen afwijkingen voor aan de geslachtsorganen en kan de hormoonhuishouding verstoord raken.
Krokodilachtigen speelden en spelen een belangrijke rol in verschillende culturen. In het oude Egypte werden krokodillen gemummificeerd, in delen van Azië werden ze beschouwd als goddelijke wezens.

### Onderzoek naar krokodilachtigen

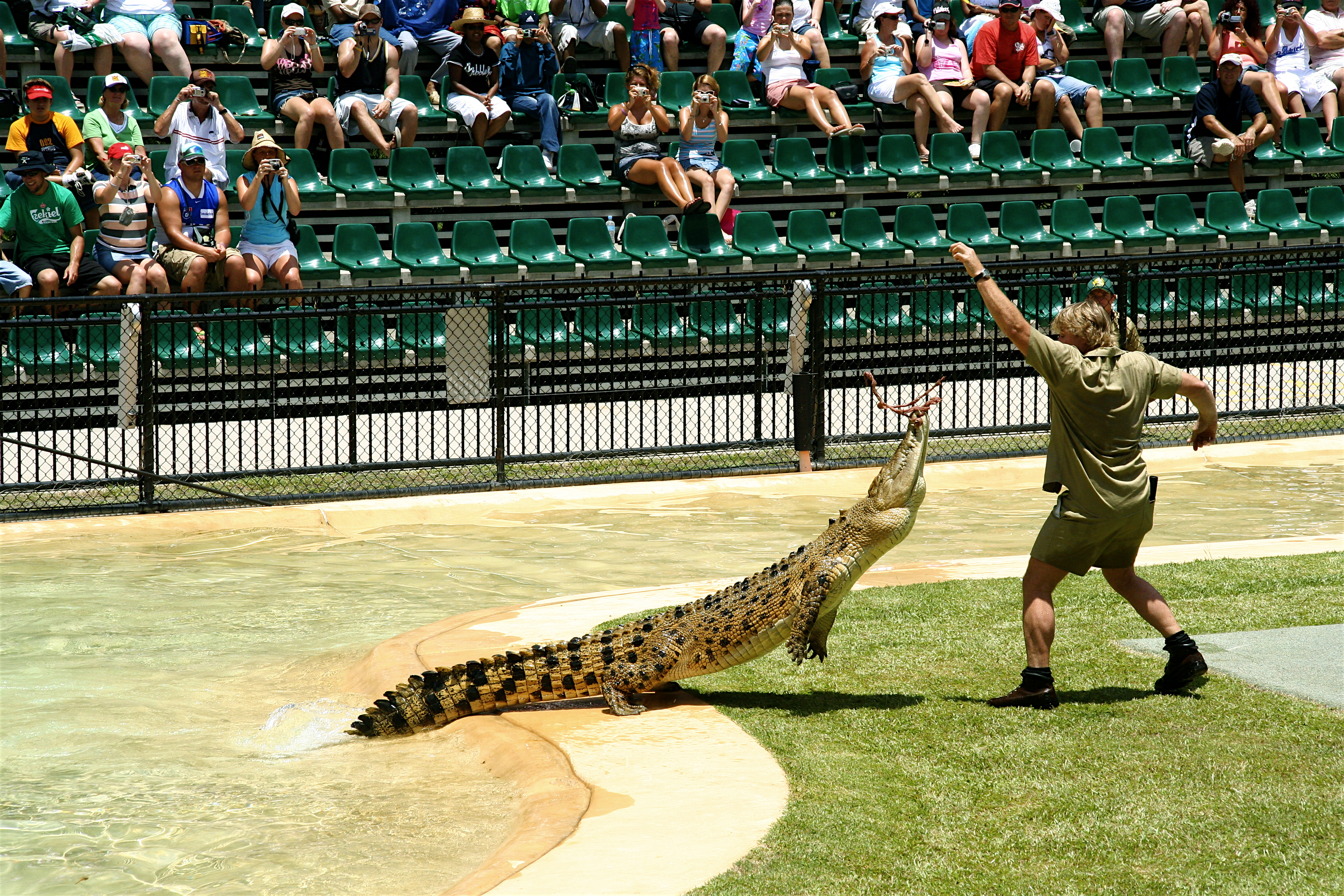
Steve Irwin tijdens een demonstratie in de dierentuin van Australië

Krokodilachtigen zijn geen aaibare dieren, bovendien worden ze beschouwd als gemeen en stiekem, omdat ze stil onder water blijven liggen en vrijwel onzichtbaar zijn tot ze plotseling toeslaan. Wateren waar krokodilachtigen in huizen jagen mensen schrik aan omdat men nooit zeker weet waar de dieren zich precies bevinden. Lange tijd was er weinig bekend over de leefwijze wat hun bescherming geen goed heeft gedaan. Pas de laatste jaren brengt onderzoek aan het licht dat ze een positieve invloed hebben op hun leefomgeving en dat ze een veel gecompliceerdere leefwijze hebben dan lange tijd werd gedacht. Onderzoek in het veld vindt plaats door de dieren te vangen en hun eigenschappen in het veld te onderzoeken. De dieren worden opgemeten, hun maag wordt leeggespoeld om te kijken welke prooien ze eten en stukjes huid worden afgenomen om middels DNA-onderzoek in kaart te brengen wat bijvoorbeeld de onderlinge verwantschappen tussen de populaties binnen een soort zijn.
Kenmerken waarover nog weinig bekend is, zijn bijvoorbeeld het gehoor en de bloedsomloop van de krokodillen. Ook de evolutie en ontwikkeling van vele uitgestorven groepen is nog onduidelijk. Onderzoek hiernaar kan echter alleen gedaan worden door fossielen te bestuderen. Een bekende natuurbeschermer en documentairemaker op het gebied van krokodillen was Steve Irwin, die beroemd werd met de reeks The Crocodile Hunter (de krokodillenjager). Door zijn enthousiaste presentatie en gewaagde worstelingen met grote exemplaren heeft hij de reptielen bij het grote publiek onder de aandacht gebracht en zo bijgedragen aan een beter begrip voor de krokodilachtigen.

### Aanvallen op mensen

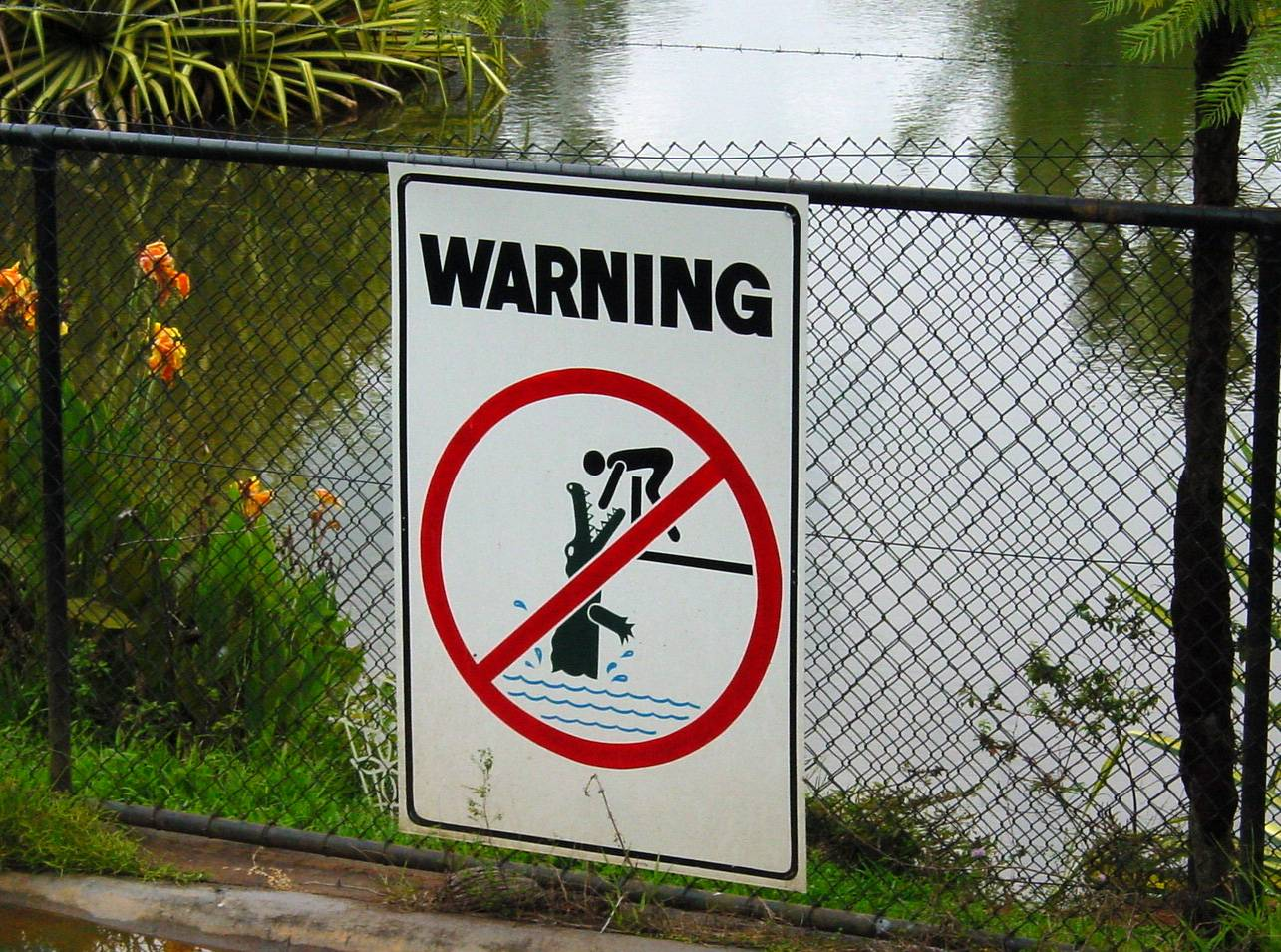
Waarschuwingsbord in Australië

Krokodilachtigen die zich op het land bevinden zijn kwetsbaar en zullen het water in vluchten voor mensen, maar in het water zijn ze levensgevaarlijk voor mensen en huisdieren, zowel de middelgrote (3 tot 4 meter) en met name de grote soorten (4 tot 6 meter). In landen waar deze soorten voorkomen wordt aan kinderen van jongs af aan geleerd niet zomaar in het water te spelen en toeristen worden gewaarschuwd niet het water in te gaan als er een kans is op de aanwezigheid van grote exemplaren.
Met name mensen die dieren vangen in het wild, zoals jagers en vissers, worden slachtoffer en niet alleen doordat ze in de natuurlijke habitat van de krokodil hun beroep uitoefenen. In streken waar intensief gejaagd en of gevist wordt, zijn immers minder natuurlijke prooidieren voor de krokodil, die hierdoor genoodzaakt is alles wat zich langs of in het water bevindt aan te vallen. Cijfers over het aantal slachtoffers per soort of per regio lopen sterk uiteen en zijn gebaseerd op schattingen. Mensen die gedood worden door een krokodilachtige, worden vaak geheel opgegeten waardoor er niets meer van ze teruggevonden wordt. Dit gebrek aan bewijsmateriaal drukt waarschijnlijk de cijfers.
Krokodilachtigen kunnen een snelle uithaal maken met de kaken of een slag met de staart uitdelen naar een verstoorder om deze af te schrikken, of bijten met de kaken en deze stevig vast te klemmen om niet meer los te laten. In veel gevallen zal de krokodil om zijn as draaien om het vlees af te scheuren wat zware schade veroorzaakt aan het weefsel. De meeste mensen die worden aangevallen, overleven de confrontatie, maar meestal niet zonder (zware) verwondingen tot geamputeerde ledematen. Verwondingen worden meestal opgelopen aan de armen en benen en bestaan uit rijtwonden en penetraties. Doordat de bek van krokodilachtigen vaak rottend voedsel bevat, komen wondinfecties vaak voor. Daarom vraagt ook de beet van een klein exemplaar medische aandacht.
Krokodilachtigen hebben zeer sterke spieren om de kaken te sluiten, maar zwakke spieren om deze te openen, waardoor de bek met één hand kan worden dichtgehouden. Als dit gebeurt zal de krokodil met grote kracht rollende bewegingen maken om zich te bevrijden, deze reflex wordt de roll of death genoemd. Daarom kan een groot exemplaar alleen door samenwerking van enkele mensen in bedwang gehouden worden door eerst de snuit te vangen met een lus en dan de bek goed dicht te tapen.
De nijlkrokodil en de zeekrokodil zijn de beruchtste soorten die de meeste slachtoffers maken. Niet alleen zijn dit de grootste soorten, ook hebben ze een zeer groot verspreidingsgebied en zijn vaak algemeen. In de Verenigde Staten zijn in de periode 1944-2004 van de mississippialligator 376 aanvallen op mensen beschreven die tot verwondingen hebben geleid waarvan 15 fataal waren. Ook zijn er meer dan 20.000 meldingen gedaan van overlast en werden meer dan 10.000 exemplaren verplaatst. In de staat Florida is de overlast het grootst, hier komt het grootste aantal exemplaren voor en vielen 14 van de 15 dodelijke slachtoffers.

### Winning van de huid
Op krokodilachtigen wordt al jacht gemaakt sinds mensenheugenis, in zuidoostelijk Azië en China werden de reptielen vooral gedood om het vlees, van de ingewanden werden traditionele medicijnen gemaakt. De gemalen tanden en klauwen werden met name in Indonesië in 'krachtgevende' drankjes verwerkt, de koppen en kettingen van krokodillentanden werden als sieraad gedragen of als amulet gebruikt.
In de Verenigde Staten werden de krokodillen, vooral de mississippialligator, sinds de kolonisatie op grote schaal afgemaakt. Een economisch motief ontbrak lange tijd; de dieren werden gezien als parasieten. Pas sinds het eind van de 18e eeuw werd de huid van krokodillen verwerkt tot leer. Volgens de overlevering van de Amerikaanse schrijver en natuuronderzoeker John James Audubon (1785-1851) werd de huid gebruikt om laarzen, schoenen en zadels te maken. Tijdens de Amerikaanse Burgeroorlog (1861-1865) steeg de vraag naar schoeisel, riemen en tassen enorm waardoor de krokodillen commercieel interessant werden. Grote hoeveelheden mississippialligators werden afgeschoten; in Florida werd de soort tot op de rand van uitsterven gebracht. Hierdoor moesten de krokodillenjagers op zoek naar alternatieven uit zuidelijker streken. Sommige soorten met een geschikte huid zoals de spitssnuitkrokodil (Crocodylus acutus) kregen het nu zwaar te verduren, andere soorten zoals de brilkaaiman (Caiman criocodylus) hebben een minder geschikte huid vanwege het grote aantal insluitingen (osteodermen) en bleven grotendeels gevrijwaard van de massale jacht. In de jaren dertig werden steeds meer Amerikaanse soorten zeldzaam, en werden alternatieven gezocht op andere continenten, de Aziatische en Afrikaanse soorten kwamen nu in beeld, vooral de nijlkrokodil (Crocodylus niloticus). De mississippialligator werd steeds zeldzamer; van 190.000 huiden in 1929 naar 6800 huiden in 1943. Na beschermende maatregelen zoals het verbieden van het afschieten van exemplaren in de voortplantingstijd of dieren kleiner dan 1,2 meter werden in 1947 nog 25.000 huiden verwerkt.
De nijlkrokodil was intussen de meest bejaagde soort geworden, in Afrika schoten jagers duizenden exemplaren per jaar neer, er werden tot zo'n 100.000 exemplaren verhandeld, maar exacte cijfers over de geschoten aantallen in Afrika ontbreken. Pas in de jaren zeventig werd de nijlkrokodil in de meeste Afrikaanse landen beschermd. Ook de Noord-Amerikaanse soorten mochten niet meer worden afgeschoten, maar de jacht had zich sinds de jaren zestig verplaatst naar Zuid-Amerika, Azië en Oceanië. De professionele jagers werkten samen met de lokale jagers om efficiënter te kunnen jagen. Dit heeft tot gevolg gehad dat wereldwijd alle soorten in aantal zijn gedecimeerd sinds de jacht op hun huid is begonnen.
De laatste decennia zijn veel krokodilachtigen sterk in aantal en verspreidingsgebied vooruitgegaan, waren in 1975 nog twee derde van alle soorten bedreigd, in 2000 stond nog een kwart van alle soorten op de CITES Bijlage I van bedreigde diersoorten. Programma's om de krokodilachtigen te behouden is duur, en bestaat uit het terugbrengen van de natuurlijke habitat, het voorlichten van de lokale bevolking en het opzetten van monitoringsprogramma's om de effectiviteit van de maatregelen te meten. Met name het voorlichten van de bevolking om duidelijk te maken dat krokodilachtigen een belangrijke schakel zijn in de natuur is een belangrijke uitdaging, daar deze de krokodillen zien als gevaarlijke roofdieren die de vis en het vee opeten.
Krokodillenvlees is een bijproduct van de leerindustrie, niet alleen de staart van krokodilachtigen is eetbaar zoals weleens wordt beweerd, maar ook andere vlezige delen van krokodillen worden verwerkt tot voedsel voor menselijke consumptie. Krokodillenvlees wordt geëxporteerd over de gehele wereld en is volgens kenners qua smaak te vergelijken met kippenvlees.

Afbeeldingen: huidproducten
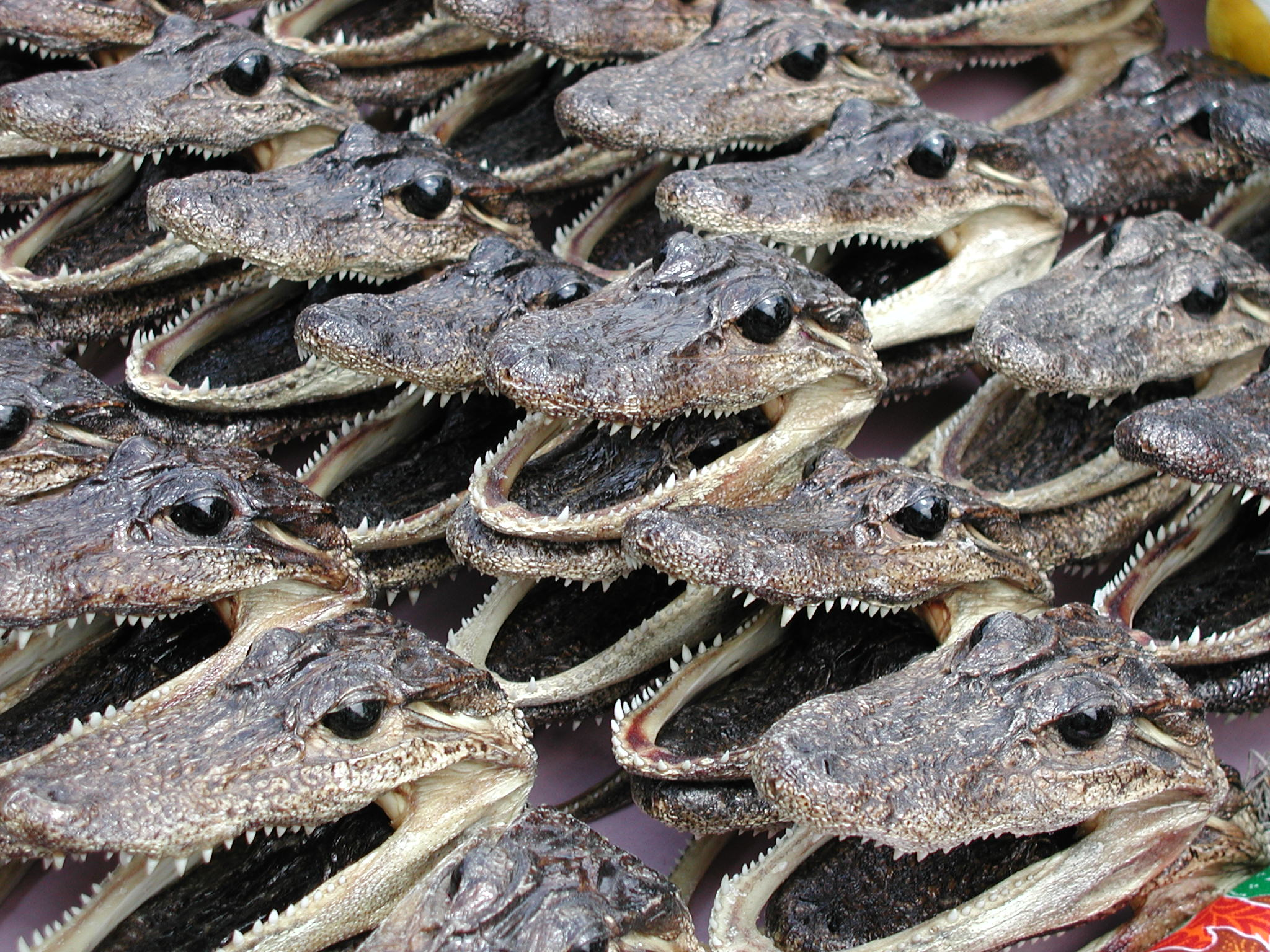
Gedroogde koppen worden verkocht als souvenir
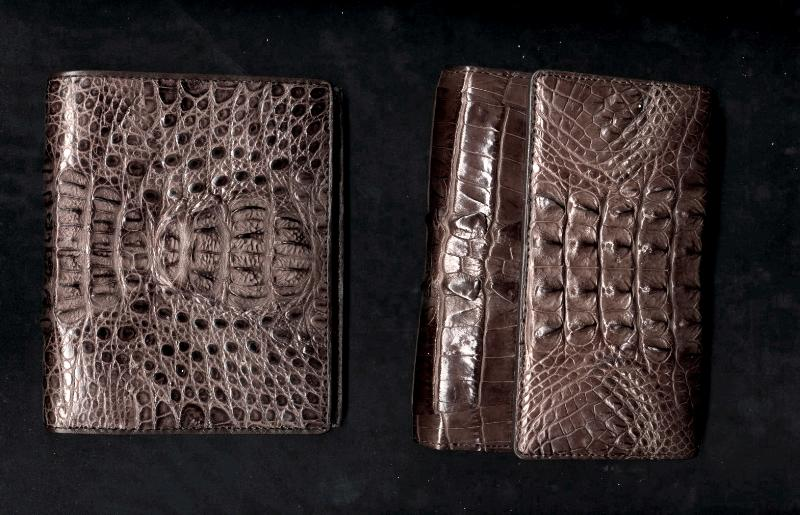
Portemonnee van krokodillenleer
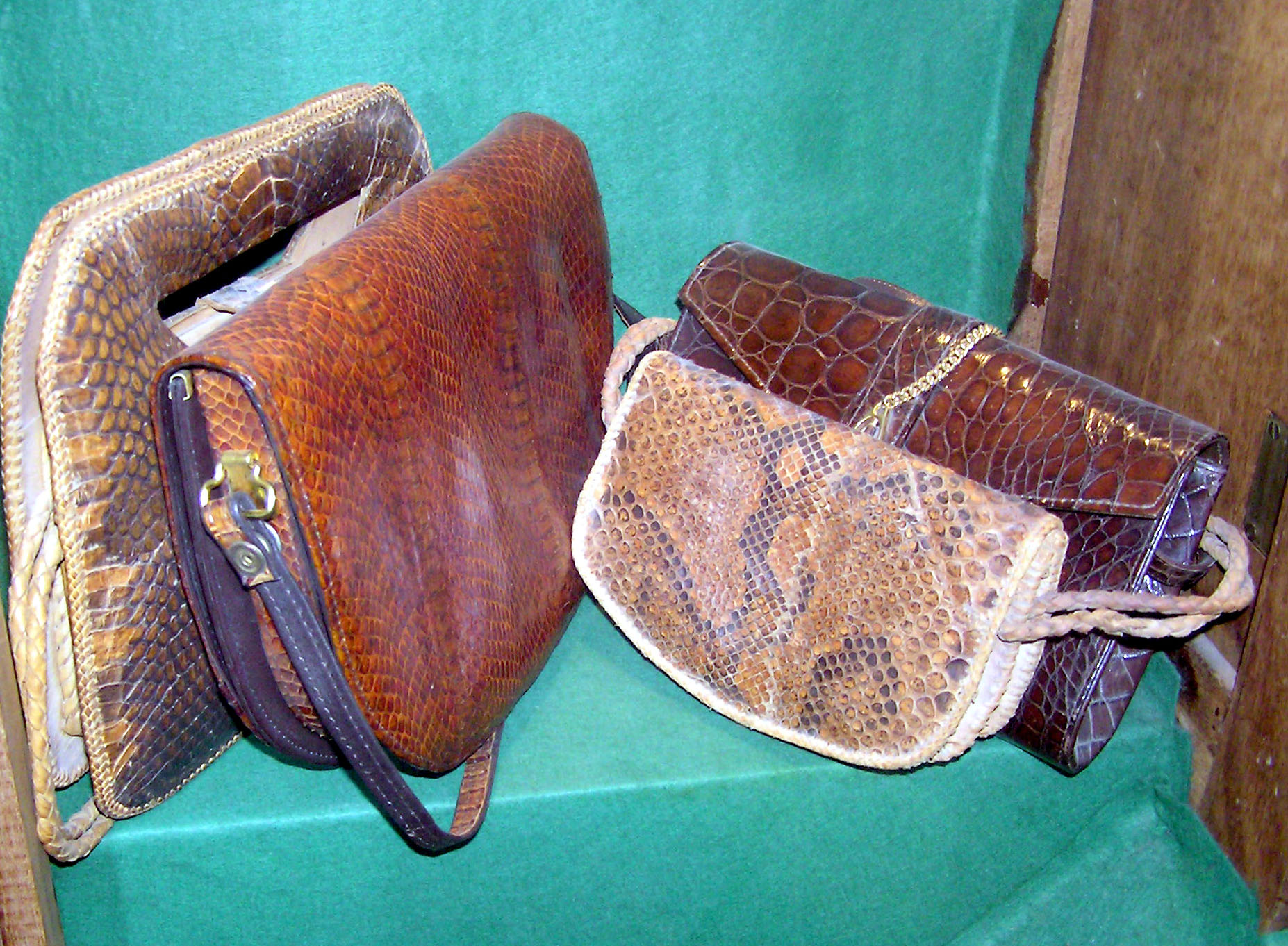
Tasjes van krokodillenleer
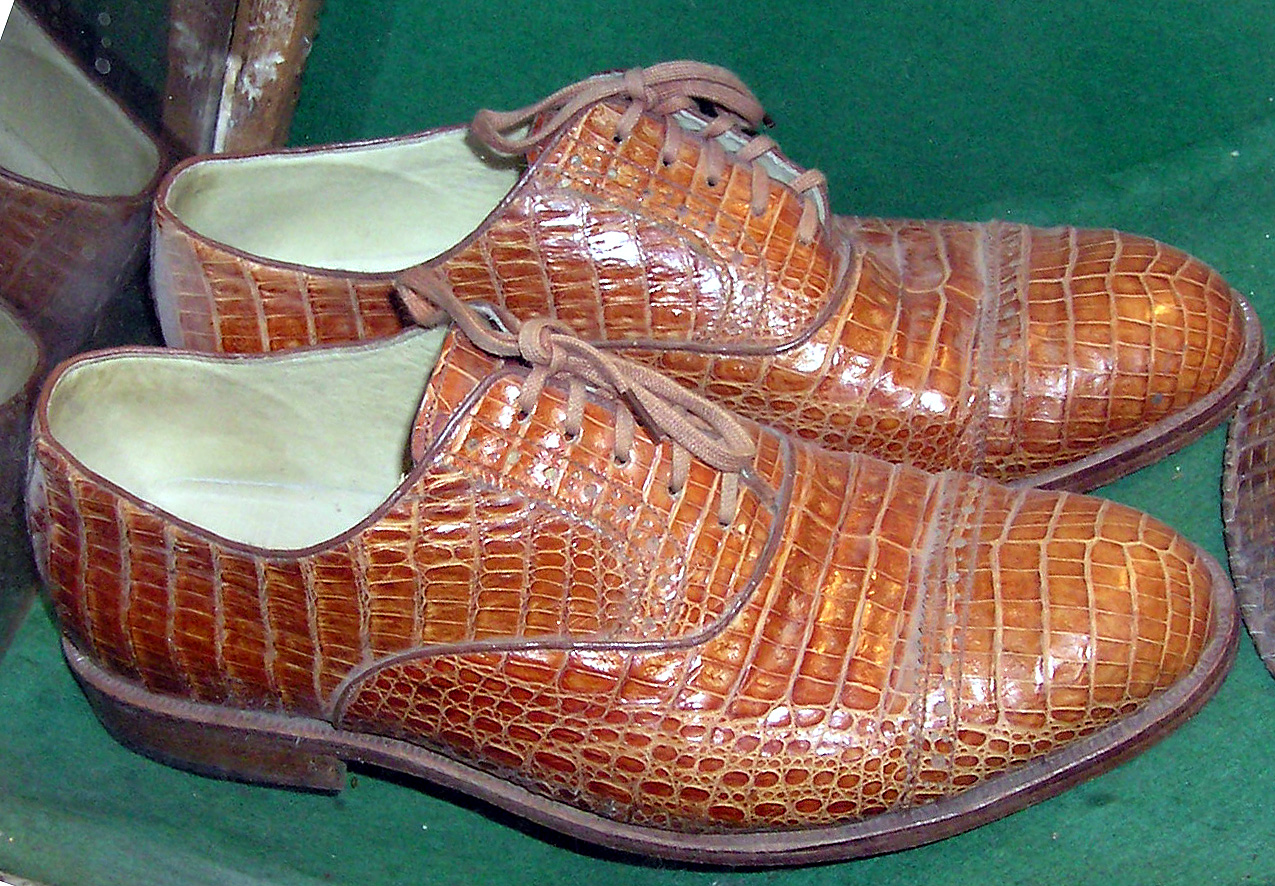
Schoenen van krokodillenleer

### In gevangenschap
Krokodilachtigen worden soms in dierenspeciaalzaken te koop aangeboden, maar geen enkele soort is redelijkerwijs door een particulier in leven te houden. Zelfs de kleinste soorten hebben een enorme leefomgeving nodig, zijn niet met andere dieren te houden en eten grote hoeveelheden vlees. Het is waar dat een krokodilachtige langzamer groeit als deze klein wordt gehuisvest en minder voedsel krijgt, maar dat is niet goed voor het dier en heeft een minimale invloed op de uiteindelijke lengte. Veel krokodilachtigen die als huisdier worden gekocht worden in een opwelling aangeschaft en eindigen niet zelden in de sloot waar ze een bedreiging vormen voor de inheemse dieren.
Krokodilachtigen kunnen niet handtam worden gemaakt, wel zullen exemplaren die gewend zijn aan mensen, rustiger blijven en minder snel bijten. Krokodilachtigen die gevoerd worden op regelmatige tijdstippen, weten na verloop van tijd wanneer ze eten krijgen. Ook deze exemplaren kunnen echter als ze in een slechte bui zijn, onverwachts slaan met de staart of bijten.
Krokodilachtigen zijn een attractie in dierentuinen, die soms zeldzame soorten hebben. Voor de bedreigde soort is dit een voordeel, omdat ze geen natuurlijke vijanden hebben, regelmatig gevoerd worden, een ruime en geschikte behuizing wordt geboden en eventuele ziektes worden behandeld. Minder algemene soorten krokodilachtigen worden vaak tot voortplanting gestimuleerd in kweekprogramma's.

## Bescherming en behoud

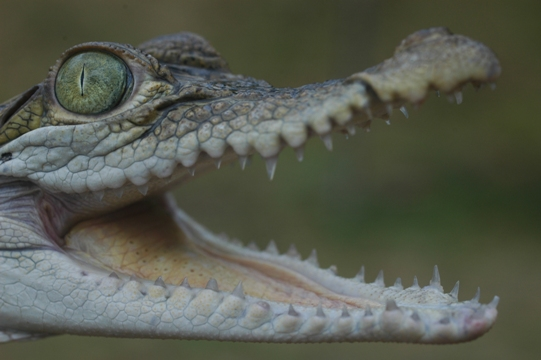
De Filipijnse krokodil (hier een juveniel), de gaviaal, de Chinese alligator, de Orinocokrokodil en de Siamese krokodil zijn de sterkst bedreigde soorten krokodilachtigen, deze vijf soorten staan te boek als ernstig bedreigd. Acht soorten zijn bedreigd, kwetsbaar of van bescherming afhankelijk en tien soorten zijn uit de gevarenzone

Alle krokodilachtigen worden beschermd door de Convention on International Trade in Endangered Species of Wild Fauna and Flora, afgekort CITES. Soorten die zeer zeldzaam of bedreigd zijn, staan in CITES Bijlage I, deze soorten mogen niet meer worden uitgevoerd. Alle andere soorten staan in CITES Bijlage II, en mogen alleen met een vergunning worden uitgevoerd. Er wordt soms gedacht dat hybriden (kruisingen tussen soorten) zijn vrijgesteld, maar dit is onjuist; alle hybriden vallen onder Bijlage I.
Tegenwoordig is krokodillenleer afkomstig van krokodillenfarms, fabrikanten die het leer verder verwerken, hebben een grote voorkeur voor huiden die afkomstig zijn van de legale leerindustrie, niet alleen vanwege de ecologische of juridische aspecten, maar ook door de gecertificeerde kwaliteit. In 1994 werd in de Amerikaanse staat Florida meer dan 200 ton vlees en bijna 60.000 huiden legaal verkregen uit gereguleerde vangst en kwekerijen. De farms zijn echter niet meer afhankelijk van de verkoop van krokodillenleer, ze zijn ook een trekpleister voor het toerisme. Een nieuwe trend in met name het zuiden van de Verenigde Staten is de 'krokodillenranch', waarbij eieren en juvenielen in het wild worden geraapt en deze in gevangenschap worden grootgebracht. De sterfte onder de jonge krokodillen in de natuur is altijd zeer hoog, maar de eieren en jongen kunnen in gevangenschap relatief eenvoudig worden grootgebracht. De kweek van krokodilachtigen is economisch interessant doordat van de geraapte jongen en eieren slechts een klein deel hoeft te worden uitgezet en dus een groot aantal beschikbaar blijft om voor de commercie op te kweken terwijl de natuurlijke populaties voldoende worden aangesterkt. De huid en het vlees van in een farm geslachte dieren wordt gecontroleerd op de markt gebracht. Hierdoor daalt de prijs en levert stroperij minder geld op. Voorbeelden van vleesproducten zijn reuzel gewonnen uit alligatorvet en de gatorburger, een hamburger gemaakt van alligatorvlees.

## Ontstaan van de krokodilachtigen

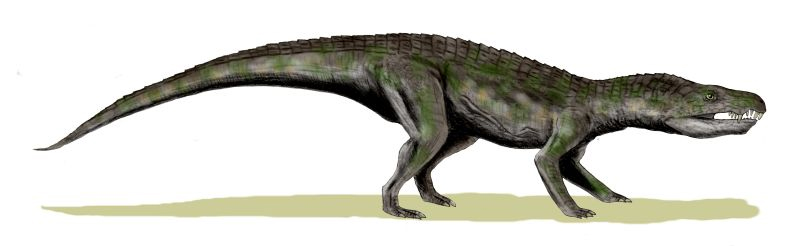
De voorouders van de krokodilachtigen waren landbewoners. Afgebeeld is een reconstructie van Baurusuchus, een ongeveer drie meter lange vertegenwoordiger van de Barosuchidae die leefde in Brazilië in het Krijt, zo'n 90 miljoen jaar geleden

Naast de soorten die vandaag de dag de aarde bevolken, zijn vele uitgestorven leden van de krokodilachtigen bekend zoals Deinosuchus. In de Amerikaanse staat Texas werd een schedel van twee meter lang gevonden. De schedel van deze dieren alleen al is langer dan de totale lichaamslengte van sommige nog levende soorten.
De eigenlijke groep van de Crocodilia ontstond minstens 84 miljoen jaar geleden in het Krijt. De typische bouw die alle moderne krokodilachtigen hebben, sterk aangepast aan een leefwijze in het water, ontwikkelde zich echter al veel eerder. De Crocodilia wijken qua bouwplan weinig af van voorouders uit het Jura die 190 miljoen jaar geleden leefden. Dit waren geen krokodilachtigen in eigenlijke zin, maar ze hadden al wel de algemene morfologie van een krokodil.
In het nog eerdere Trias vormden de Archosauria een belangrijke groep reptielen. Eén tak van deze archosauriërs, de Ornithodira, zou de Dinosauria voortbrengen, waaronder de vogels. Een andere tak, de Crurotarsi, bracht uiteindelijk de Crocodilia voort. Vanwege deze verwantschap worden de krokodilachtigen wel de laatste overgebleven dinosauriërs genoemd, maar dit is dus niet correct: de Crurotarsi splitsen zich van de Ornithodira af lang voordat de dinosauriërs ontstonden. Wel is het zo dat van alle nog levende wezens de krokodilachtigen, als laatste nog levende groep binnen de Crurotarsi, het nauwst verwant zijn aan de laatste nog levende groep dinosauriërs: de vogels. Ondanks hun geheel andere fysiologie en leefwijze is een nijlkrokodil dus nauwer verwant aan een huismus, dan aan een hagedis of een schildpad.
In het Trias ontwikkelde een groep binnen de Crurotarsi, de Phytosauria, al vroeg de bouw van een krokodil. De Crocodilia hebben echter hun morfologie niet van deze groep geërfd — de overeenkomst is dus een geval van convergente evolutie — want ze stammen uit een andere groep: de Crocodylomorpha met kleine, elegante dieren zoals Terrestrisuchus. Binnen de Crocodylomorpha ontwikkelden zich in het Vroege Jura (Kimmeridgien) de Mesoeucrocodylia. Deze waren nog niet allen speciaal aan een leven in het water aangepast, er zijn zowel gravende, strikt in zee levende en zelfs in bomen klimmende soorten bekend. Pas in het Vroege Krijt, 130 miljoen jaar geleden in het Barremien, verschenen vormen die zeer sterk leken op de nu levende soorten. Dit was de groep van de Eusuchia; hieruit ontwikkelden zich weer de eigenlijke Crocodilia: de oudste bekende vormen stammen uit het Campanien, 84 miljoen jaar geleden.

### Vroege verwanten

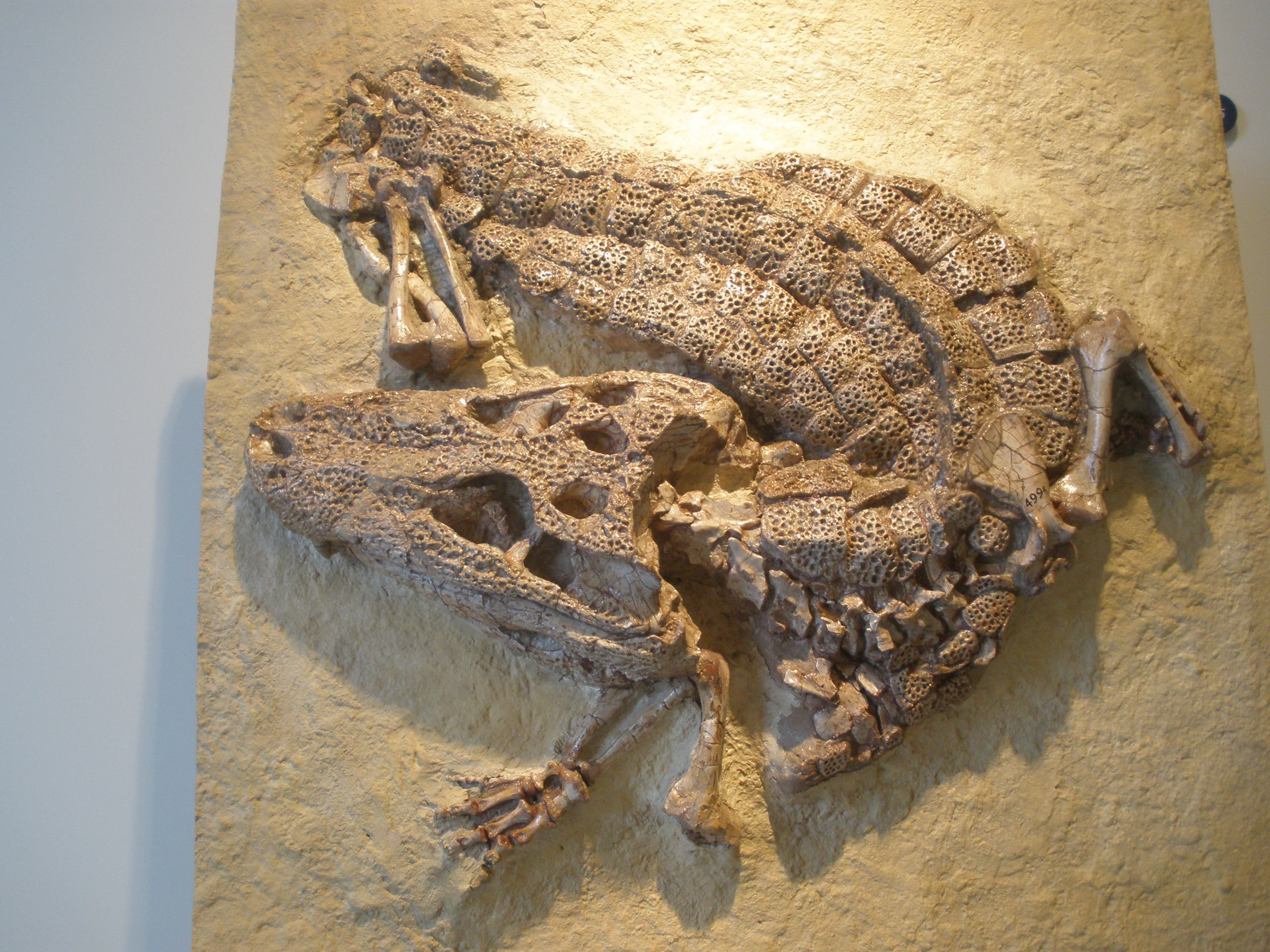
Alligator prenasalis uit het oligoceen, American Museum of Natural History in New York

Dat de krokodilachtigen archosauriërs zijn, is nog te zien aan de beenplaten in de huid, een opvallend kenmerk van de groep. Een andere eigenschap die de krokodilachtigen wellicht al van zeer vroege archosauriërs geërfd hebben, is het vierkamerig hart. Er bestaan namelijk sterke aanwijzingen dat de archosauriërs al een verhoogde stofwisseling hadden waarvoor een gescheiden bloedsomloop erg nuttig geweest zou zijn. De huidige poikilothermie van de krokodilachtigen zou dan een secundaire aanpassing zijn aan hun aquatische leefwijze: om niet te veel warmte te verliezen in het water, zouden ze hun warmbloedigheid weer verloren hebben.
De hoofdtak van de archosauriërs waartoe de krokodilachtigen behoren, de Crurotarsi, kenmerkte zich door een unieke vorm van het enkelgewricht. Van de twee naast elkaar liggende hoofdbotten in de enkel, zat het binnenste, het sprongbeen of astragalus, aan het onderbeen vast en het buitenste, het hielbeen of calcaneus, aan de voet. Het scharniervlak van de enkel maakte zo een bocht, wat het dier in staat stelde de voet wat rechter onder het lichaam te plaatsen. Moderne krokodilachtigen kunnen zo nog steeds een half opgerichte houding aannemen om wat sneller te lopen.
Tegenwoordig zijn de Crocodilia de enigen die dit kenmerk nog vertonen, maar in het Midden- en Late Trias waren de Crurotarsi de dominante grote landdieren met deelgroepen als de Phytosauria, Aetosauria, Rauisuchia en de Sphenosuchia. De meeste daarvan waren carnivoor, sommige herbivoor.
Vroeger werden alle Crurotarsi met uitzondering van meer of minder insluitende groepen krokodillen wel bij elkaar in één groep ondergebracht, de Pseudosuchia, letterlijk de onechte krokodillen. Zeer verwarrend wordt deze groep informeel ook wel met de term krokodilachtigen aangeduid, hoewel ze dat, zoals de naam al aangeeft, dus niet waren. Een ander probleem is dat de groep parafyletisch is, dat wil zeggen: een bepaalde groep is ervan uitgezonderd (de krokodillen), zonder acht te slaan op de werkelijke interne verwantschappen. Als dat wel wordt gedaan, dan blijkt dat de ruimere groep waartoe de krokodilachtigen behoren, de Crocodylomorpha, in feite vermoedelijk tot de Rauisuchia behoort — de kleine rauisuchiër Gracilisuchus is een vorm die nauw aan de Crocodylomorpha verwant is — en dat de sphenosuchiërs crocodylomorfen zijn.
De eerste Crocodylomorpha duiken op in het Laat-Trias (Carnien), ongeveer 228 miljoen jaar geleden. Dit waren de Sphenosuchia. Ze waren tweebenig, van hun vier poten gebruikten ze voornamelijk de achterpoten om te lopen. Omdat dit vrij kleine vormen waren en de huidige vogels van alle levende dieren het nauwst aan de krokodilachtigen verwant zijn, werd tot de jaren 1980 wel aangenomen dat de oorsprong van de vogels binnen de Sphenosuchia moest worden gezocht. Tegenwoordig is deze hypothese helemaal verlaten.
Een zustergroep van de sphenosuchiërs waren de Crocodyliformes. Een eerste afsplitsing daarvan waren de Protosuchia. Protosuchus, waarvan hun naam afgeleid is, was een van de eerste protosuchiërs en is tevens het bekendste geslacht van de groep. Protosuchia zijn bekend uit de Jura, toen alle continenten nog met elkaar in verbinding stonden. De vondsten zijn dan ook over de hele wereld gedaan; zelfs in Europa zijn fossielen gevonden. Deze vormen hadden nog steeds lange ledematen, maar liepen vermoedelijk op vier poten. De rug droeg een dubbele rij van beenplaten, ook de buik was gepantserd. Ze waren aangepast op een leven op het land; pas in een volgende groep duiken amfibisch levende dieren op: de Mesoeucrocodylia.

### De Mesoeucrocodylia

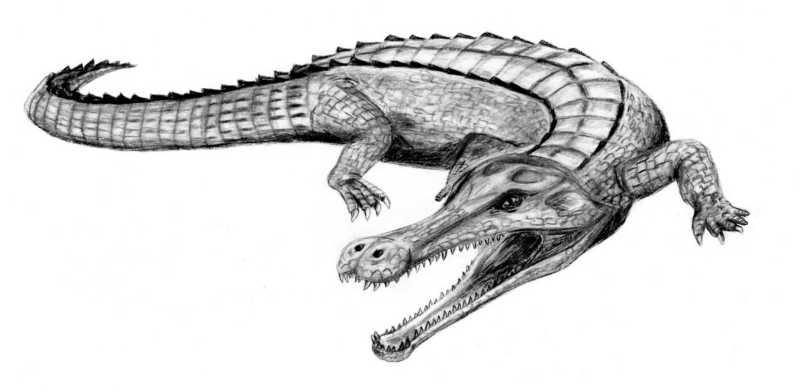
Schets Sarcosuchus

Vroeger werden vroege amfibische crocodyliformen wel Mesosuchia genoemd. Dit was echter geen natuurlijke, maar een polyfyletische groep: een samenraapsel van allerlei niet-verwante vormen die een bepaalde morfologie delen; behalve de aanpassing aan het water, werd ook de toenemende mate van verbening van het gehemelte en vorm van de ruggenwervels belangrijk geacht. Binnen de Mesoeucrocodylia vormt de eerste afsplitsing die van de Thalattosuchia. Dit zijn de oudste bekende mesoeucrocodylen; de eerste bekende vormen stammen uit het Hettangien (188 miljoen jaar oud) en zijn voornamelijk in Europa gevonden. Daar ze in mariene afzettingen worden aangetroffen, leefden ze waarschijnlijk in zee. Een voorbeeld zijn de Teleosauridae, die zeer lange kaken hadden waarmee ze op vissen jaagden. Ze hadden een pantser van beenplaten en de voorpoten waren verkort, maar konden nog wel worden gebruikt om zich op het land te begeven. De tot deze familie behorende Machimosaurus kon zo'n tien meter lang worden.
De zeekrokodillen waren nog sterker aangepast aan zee, en hadden een vinachtige kam op de rug en een zeer gespierde staart die voor de voortbeweging zorgde. Ze stierven uit in het Vroege Krijt. De oorzaak van het verdwijnen van deze dieren is onbekend.

Een cladogram van de reptielen, de lengte van de lijnen is schematisch en verhoudt zich niet tot de werkelijke tijdlijn
1 = Brughagedissen
2 = Hagedissen
3 = Slangen
4 = Krokodilachtigen
5 = Vogels

De zustergroep van de Thalattosuchia vormden de Metasuchia, waarvan verscheidene basale vormen bekend zijn, zoals de 70 miljoen jaar oude Simosuchus, die een opvallend stompe kop had en afgeplatte tanden. Deze soort was waarschijnlijk vegetarisch.
Een meer afgeleide groep binnen de Metasuchia waren de Neosuchia. Er waren verschillende neosuchische groepen waarvan de onderlinge verwantschap sterk omstreden is. Eén ervan waren de Pholidosauridae, dieren met een smalle snuit. Een bekende soort is Sarcosuchus, die een schedel had van twee meter en een totale lengte van elf meter kon bereiken. In het late Krijt ontwikkelden zich soorten met een langwerpige snuit, zoals de in zee teruggekeerde Terminonaris, ook wel Teleorhinus genoemd, maar dit is slechts een synoniem. Terminonaris was nog een pholidosauriër, maar stond dicht bij de Dyrosauridae, een groep gaviaalachtige dieren die zowel in het Krijt als in het Paleogeen voorkwam.
Een andere groep, de Goniopholididae, leefde in zeeën en meren op het toenmalige continent Laurazië in Noord-Amerika, Europa en Azië. Ze hadden een stompe snuit. Een derde hoofdgroep neosuchiërs vormden de Atoposauridae uit de late Jura en het vroege Krijt, voornamelijk dieren die op het land leefden. Uit een van deze drie groepen ontwikkelden zich in het Barremien de Eusuchia, waartoe de Crocodilia en dus ook alle moderne krokodilachtigen behoren.
In de vroegere systematiek was het gebruikelijk om de Protosuchia, Mesosuchia en Eusuchia als onderorden binnen de Crocodilia op te vatten. Tegenwoordig wordt de term Crocodilia echter gereserveerd voor een veel beperktere kroongroep die bestaat uit de laatste gemeenschappelijke voorouder van alle nog levende soorten en zijn afstammelingen. In de moderne interpretatie zijn dus juist de Eusuchia de meer omvattende groep. Populairwetenschappelijke boeken noemen echter nog steeds alle vormen uit Jura en Krijt "krokodilachtigen".
In het oude systeem was de begrenzing van de Crocodilia niet gedefinieerd en afhankelijk van de smaak van de taxonoom. Sommigen rekenden ook de Sphenosuchia tot de krokodilachtigen; de Protosuchia (voorkrokodillen) gingen via de tussenstap van de Mesosuchia (middenkrokodillen) over in de Eusuchia (ware krokodillen) die een volledig verbeend gehemelte hadden en procoele (van voren bol en van achteren hol) in plaats van amficoele (spoelvormige) wervels. De moderne beperking tot de directe voorouder van de moderne soorten maakt een fraaie, exacte definitie mogelijk doordat die een strak omgrensde groep vormen waarvan geen nauwe verwanten meer leven. Nog niet al te precies was een de allereerste gepubliceerde definitie, van Christopher Brochu uit 1999: de laatste gemeenschappelijke voorouder van de alligatoriden, crocodyliden en gavialoiden en al zijn afstammelingen. Paul Sereno gaf in 2001 een exactere definitie die verwees naar de voorouder van twee met name genoemde soorten: Gavialis gangeticus en Crocodylus niloticus. Brochu sloot zich hier in 2003 bij aan, maar noemde ook Alligator mississippiensis om de theoretische mogelijkheid te verdisconteren dat de Alligatoridae de meest basale groep zijn binnen de Crocodilia.

## Taxonomie en indeling

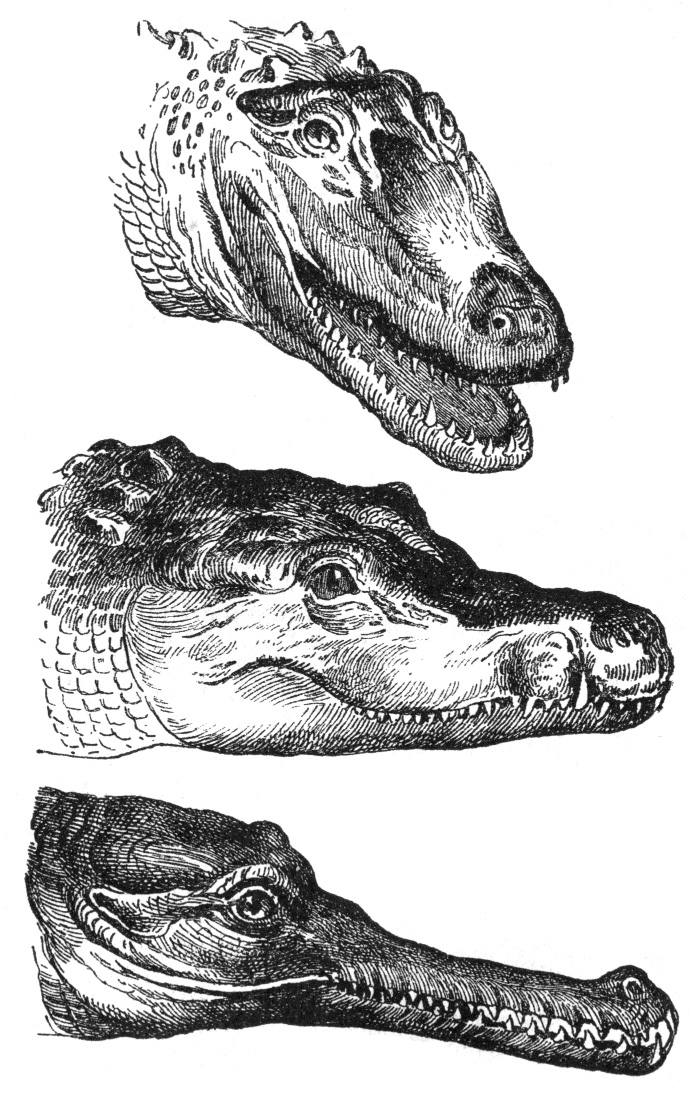
Van boven naar beneden: de kop van de mississippialligator, de nijlkrokodil en de gaviaal

De indeling van de groep van krokodilachtigen, inclusief de uitgestorven soorten, kent een lange geschiedenis van verschillende inzichten. Net als bij andere dieren wordt dit veroorzaakt door een constante aanvoer van nieuwe gegevens. Enkele recente veranderingen zijn het verplaatsen van de onechte gaviaal onder de familie gavialen in plaats van onder de krokodillen en de nieuwe naam van de pantserkrokodil (Mecistops cataphractus). Deze soort werd tot 2003 tot het geslacht Crocodylus gerekend.
Onderstaande lijst geeft een overzicht van de indeling van de moderne groepen binnen de onderorde Eusuchia, inclusief hun uitgestorven verwanten.
Onderorde Eusuchia
- † Geslacht Hylaeochampsa
- † Geslacht Allodaposuchus
- Superfamilie Gavialoidea
  - † Geslacht Borealosuchus
  - † Geslacht Pristichamphus
  - Familie Gavialen (Gavialidae)
    - Onderfamilie Gavialinae
    - Onderfamilie Onechte gavialen (Tomistominae)
- Superfamilie Crocodyloidea
  - Familie Echte krokodillen (Crocodylidae)
    - † Onderfamilie Mekosuchinae
    - Onderfamilie Crocodylinae
- Superfamilie Alligatoroidea
  - Familie Alligators en kaaimannen (Alligatoridae)
    - Onderfamilie Alligators (Alligatorinae)
    - Onderfamilie Kaaimannen (Caimaninae)

### Verschillende soorten
De moderne krokodilachtigen worden aangeduid met verschillende namen: krokodil, alligator, gaviaal en kaaiman. Dit hangt af van de familie waartoe ze behoren. Er zijn drie families van krokodilachtigen: de Alligatoridae (alligators en kaaimannen), de Crocodylidae ('echte' krokodillen) en de Gavialidae (gavialen). In totaal zijn er 27 soorten.
De 17 soorten uit de familie Crocodylidae worden allemaal krokodil genoemd. Krokodillen hebben in vergelijking met alligators een langere, smallere snuit en zijn makkelijk van gavialen te onderscheiden. De breedvoorhoofdkrokodil behoort tot een monotypisch geslacht, Osteolaemus. Over de onechte gaviaal (Tomistoma schlegelii) is veel literatuur niet eenduidig. Dit komt doordat deze soort lange tijd tot de krokodillen werd gerekend, maar tussen 2007 en 2013 op basis van nieuwe inzichten als gaviaal werd beschouwd. Sinds 2013 wordt de soort echter opnieuw tot de krokodillen gerekend. De pantserkrokodil had lange tijd Crocodylus cataphractus als wetenschappelijke naam, maar werd in 2003 in een nieuw geslacht ingedeeld: Mecistops. Alle andere soorten behoren tot het geslacht Crocodylus.
De familie Alligatoridae telt 8 soorten: 2 soorten alligators (geslacht Alligator) en zes soorten kaaimannen. Drie soorten kaaimannen behoren tot het geslacht Caiman, de twee gladvoorhoofdkaaimannen tot Paleosuchus en de zwarte kaaiman is de enige soort uit het geslacht Melanosuchus. De alligators hebben in vergelijking met krokodillen een wat kortere en bredere kop, maar voor de kaaimannen gaat dit niet altijd op.
De familie Gavialidae kent – sinds de onechte gaviaal weer binnen deze familie is geplaatst – twee levende vertegenwoordigers. Gavialen zijn te herkennen aan de lange snuit. Er zijn nog meer soorten gavialen beschreven, maar deze zijn al lange tijd uitgestorven en alleen bekend als fossiel.